# Delémont
Ne doit pas être confondu avec Deûlémont.
Delémont (en allemand : Delsberg) est le chef-lieu de la République et Canton du Jura et du district homonyme, en Suisse, située au centre du quadrilatère formé par les villes proches de Bâle (40 km), Bienne (50 km), La Chaux-de-Fonds (~ 60 km) et Belfort (65 km). Elle se trouve à 90 km de Berne, 120 km de Zurich et 200 km de Genève. Delémont - avec ses 13 493 habitants le 10 janvier 2015, est desservie par le rail et par l'autoroute A16 « Transjurane » (tronçon de la Route européenne 27).
La Vieille ville, centre historique bien conservé et restauré, a vu se développer tout autour le quartier commercial de la gare, plusieurs zones d'activités, des zones résidentielles et des espaces de détente et de sport.
On y trouve le siège du Parlement et du Gouvernement de la République et Canton du Jura.

## Géographie

### Situation
La commune de Delémont s'étend sur 21,99 km2. Lors du relevé de 2013-2018, les surfaces d'habitations et d'infrastructures représentaient 21,6 % de sa superficie, les surfaces agricoles 35,2 %, les surfaces boisées 42,6 % et les surfaces improductives 0,8 %. Delémont se situe à 40 kilomètres de Bâle et à 50 kilomètres de Bienne.

### Communes limitrophes
Les communes limitrophes sont Courrendlin, Courroux, Soyhières, Mettembert, Bourrignon, Develier, Courtételle et Rossemaison.

### Climat
Selon la classification de Köppen, le climat de Delémont est un climat océanique (Cfb).
| Mois                                              | jan. | fév. | mars | avril | mai  | juin | jui. | août | sep. | oct. | nov. | déc. | année |
| ------------------------------------------------- | ---- | ---- | ---- | ----- | ---- | ---- | ---- | ---- | ---- | ---- | ---- | ---- | ----- |
| Température minimale moyenne (°C)                 | −2,4 | −2,1 | 0,4  | 3,2   | 7,5  | 11,1 | 12,6 | 12,5 | 9,2  | 6    | 1,6  | −1,5 | 4,8   |
| Température moyenne (°C)                          | 0,9  | 1,9  | 5,4  | 9,1   | 13,2 | 16,9 | 18,7 | 18,2 | 14,1 | 10   | 4,8  | 1,7  | 9,6   |
| Température maximale moyenne (°C)                 | 4,5  | 6,7  | 11,2 | 15,1  | 19   | 22,8 | 24,9 | 24,6 | 20   | 15,2 | 8,8  | 5,1  | 14,8  |
| Nombre de jours avec gel                          | 20,6 | 19,1 | 15,1 | 5,7   | 0,3  | 0    | 0    | 0    | 0,1  | 2,2  | 10,7 | 18,9 | 92,7  |
| Nombre de jours avec température maximale ≤ 0 °C  | 5,9  | 3,1  | 0,5  | 0     | 0    | 0    | 0    | 0    | 0    | 0    | 0,6  | 3,6  | 13,7  |
| Nombre de jours avec température maximale ≥ 25 °C | 0    | 0    | 0    | 0,7   | 4    | 10,8 | 16,1 | 14,6 | 4,6  | 0,4  | 0    | 0    | 51,2  |
| Nombre de jours avec température maximale ≥ 30 °C | 0    | 0    | 0    | 0     | 0,3  | 2,4  | 4,1  | 4,3  | 0,2  | 0    | 0    | 0    | 11,3  |
| Précipitations (mm)                               | 52   | 50   | 52   | 65    | 93   | 91   | 94   | 96   | 72   | 73   | 69   | 68   | 876   |
| dont neige (cm)                                   | 8    | 9    | 5    | 1     | 0    | 0    | 0    | 0    | 0    | 0    | 2    | 8    | 33    |
| Nombre de jours avec précipitations               | 10   | 9,3  | 9,1  | 9,4   | 12,4 | 11,1 | 10,7 | 10,4 | 8,8  | 10,7 | 10,4 | 11,1 | 123,4 |
| Humidité relative (%)                             | 86   | 81   | 75   | 72    | 75   | 74   | 72   | 74   | 79   | 84   | 87   | 87   | 79    |
| Nombre de jours avec neige                        | 2,8  | 2,8  | 1,3  | 0,4   | 0    | 0    | 0    | 0    | 0    | 0,1  | 0,8  | 2,5  | 10,7  |

| Diagramme climatique                                  |           |           |           |         |            |            |            |         |         |          |           |
| J                                                     | F         | M         | A         | M       | J          | J          | A          | S       | O       | N        | D         |
| 4,5−2,452                                             | 6,7−2,150 | 11,20,452 | 15,13,265 | 197,593 | 22,811,191 | 24,912,694 | 24,612,596 | 209,272 | 15,2673 | 8,81,669 | 5,1−1,568 |
| Moyennes : • Temp. maxi et mini °C • Précipitation mm |           |           |           |         |            |            |            |         |         |          |           |

### Transports
Delémont dispose d'une importante gare CFF avec les dessertes ferroviaires de et pour Porrentruy, Delle, Bienne, Genève/Lausanne et Bâle. Depuis décembre 2018, avec la réouverture de la ligne de Delle à Belfort (France), Delémont est directement en correspondance avec le réseau à grande vitesse européen via la branche est de la LGV Rhin-Rhône.

## Toponymie
Le toponyme se compose vraisemblablement du nom de personne germanique « Tallo, Tello » et du substantif gallo-roman « mont ». Son nom est Delsberg en allemand.
La localité serait citée pour la première fois (in figo Delomonte) dans un acte de 736 ; on trouve Laimunt en 1181 et Deleymunt en 1225 ; le nom allemand - Telsperg - apparaît dès le XIIe siècle, comme patronyme de la famille noble qui tiendra le château du Vorbourg au nord-est de la ville.

## Histoire

Photo aérienne par Walter Mittelholzer (1919)

Dans la région de Delémont, les premières traces de peuplement remontent à l'âge du bronze (Roc de Courroux). La région a été peuplée durant la période gallo-romaine (trace d'un habitat gallo-romain important à la Communance). Dès les VIe et VIIe siècles des forgerons auraient travaillé le minerai de fer dans la vallée de Delémont, comme l'attestent les bas fourneaux de Boécourt.
Le noyau urbain primitif, situé dans la partie sud de la vieille ville actuelle, s'est implanté - probablement vers 1200 - sur un contrefort, proche du confluent de la Sorne et de la Birse et d'un croisement de routes.
En 1289, la charte de franchises octroyée par l'évêque de Bâle Pierre Reich de Reichenstein fonde l'autonomie communale et définit le cadre urbain et politique pour plusieurs siècles. En 1815, lors du Congrès de Vienne, une grande partie de l'ancien évêché de Bâle est octroyée au canton de Berne. C'est ainsi que Delémont devint suisse.
Elle fut chef-lieu de district de 1790 à 1795.
En 1875, la construction de la gare donne une impulsion décisive au développement économique et démographique de la cité, qui déborde de l'enceinte médiévale et devient la plus grande ville du Jura. Le vote d'autodétermination du peuple jurassien en 1974 crée la République et Canton du Jura, dont Delémont devient le chef-lieu dès le 1er janvier 1979.

## Politique
Les autorités municipales sont constituées de deux pouvoirs : le législatif et l’exécutif.
Le législatif, nommé Conseil de Ville, se compose de 41 membres élus tous les quatre ans selon le système proportionnel. Le Conseil de ville exerce la surveillance de l'ensemble de l'administration communale et prend les mesures nécessaires à cet effet.
Le législatif a été créé en 1972 en remplacement de l'assemblée communale de moins en moins fréquentée. Le législatif comptait 51 membres, jusqu'à l'élection de novembre 2008 où le législatif a été réduit à 41 membres.
L'exécutif, appelé Conseil communal, est composé de quatre conseillers et du Maire, qui en est le président. Le vice-maire (adjoint) est élu par le Conseil communal pour une durée d'une année, par rotation. Les membres du Conseil communal et le Maire sont élus pour quatre ans selon le système majoritaire à deux tours pour le maire et selon le système proportionnel pour les conseillers communaux. La fonction de maire représente un taux d'occupation évalué à quatre-vingts pour-cent, celle de conseiller à quarante pour-cent. L'exécutif exerce dans l'administration tous les pouvoirs qui ne sont pas attribués à un autre organe par des prescriptions de droit fédéral, cantonal ou communal. Il représente la Commune municipale envers les tiers.

### Maires successifs depuis 1815
- Jacques Moeschleur, 1804[7]
- Antoine de Grandvillers, 1814-1830
- Alexis Imhof, 1831-1833
- Charles de Mahler, 1833-1836
- Louis Fellrath, 1836-1838
- François de Mahler, 1838-1848
- François Desbœufs, 1848-1854
- Joseph Pallain, 1854-1858
- Joseph Feune, 1858-1861
- Olivier Seuret, 1861
- Emile Pallain, 1861-1864
- Joseph Pallain, 1864-1866
- Victor Helg, 1866-1880
- Emile Boéchat, 1881-1889
- François Fleury, 1889-1895
- Victor Helg, 1895-1904
- Jules Eckert, 1904-1905
- Oscar Froidevaux, 1905-1909
- Emile Zurbrugg, 1909-1912
- Serge Gobat, 1912-1913
- Emile Meier, 1913-1918
- Joseph Amgwerd, 1918-1919
- Serge Gobat, 1919-1922
- Alexandre Hof, 1922-1928
- Gaston Girod, 1929-1935, libéral
- Gustave Riat, 1935-1943, libéral-radical
- Louis Lovis, 1943-1952, conservateur
- Henri Parrat, 1953-1960, PS
- Georges Scherrer, 1960-1980, PS
- Jacques Stadelmann, 1981-1993, PS
- Pierre-Alain Gentil, 1994-2004, PS
- Gilles Froidevaux, 2005-2008, PS
- Pierre Kohler, 2009-2015, PDC-JDC
- Damien Chappuis, 2015 -, PCSI

### Présidents successifs du Conseil de Ville (législatif) depuis sa création en 1973
- James Choulat (1973), PCSI
- Jean-Louis Wernli (1974), PLR
- Marcel Turberg (1975), PS
- Francis Theurillat (1976), PCSI
- Valentine Friedli (1977), PS
- Marc Vuilleumier (1978), PLR
- Adrien Schaffner (1979), PCSI
- Michel Steullet (1980), PS
- Bruno Henz (1981), PLR
- Jean-Paul Miserez (1982), PCSI
- Renée Lachat (1983), PDC
- André Richon (1984), PS
- Edmond Bourquard (1985), PLR
- Jean Keller (1986), PCSI
- Josiane Etique (1987), POP+P
- Marc Meury (1988), PS
- André Henzelin (1989), PLR
- Pierre Steger (1990), PCSI
- Maurice Rais (1991), id
- Francis Girardin (1992), PS
- Jean-Marc Christe (1993), PDC
- Laurent Helg (1994), PLR
- Damien Christe (1995), PCSI
- Didier Nicoulin (1996), CS
- Pierre Ackermann (1997), US
- Françoise Collarin (1998), PDC-JDC
- Christiane Hennet (1999), PLR
- Gérard Wicht (2000), PCSI
- Alain Voirol (2001), id
- Marianne Rebetez (2002), PS
- Michel Rion (2003), PDC-JDC
- Françoise Doriot (2004), PLR
- Francesco Prudente (2005), PCSI
- Giuseppe Natale (2006), CS-POP
- Michel Thentz et Pierre Tschopp (2007), PS
- Sylvianne Mertenat (2008), PDC-JDC
- Romain Seuret (2009), PLR
- David Asséo (2010), CS-POP-Verts
- Paul Fasel (2011), PCSI
- Sébastien Lapaire (2012), PS
- Anne Froidevaux (2013), PDC
- Pierre Chételat (2014), PLR
- Jeanne Beuret (2015), CS-POP-Verts
- Renaud Ludwig (2016), PCSI
- Jude Schindelholz (2017), PS
- Olivier Montavon (2018), PDC
- Christophe Günter (2019), PLR
- Rémy Meury (2020), Alternative de gauche
- Florine Jardin (2021), PCSI
- Gaëlle Frossard (2022), PS
- Khelaf Kerkour (2023), Le Centre
- Pascal Domont (2024), PLR et PVL

## Population et société

### Gentilé
Les habitants de la localité sont appelés Delémontains-Delémontaines et Trissous-Trissoutes à l'époque de Carnaval, où Delémont devient Trissville, d'après une légende mettant en scène un Prince-Évêque parti à la chasse au sanglier. Cette légende illustre les armoiries de Laufon, de Delémont et de Porrentruy, villes de la Principauté de Bâle.

### Démographie

#### Évolution de la population
La commune compte 12 739 habitants au 31 décembre 2023 pour une densité de population de 579 hab/km2. Sur la période 2010-2023, sa population a augmenté de 9,5 % (canton : 6,4 % ; Suisse : 9,4 %). Au 31 décembre 2021, l’agglomération de Delémont compte 30 792 habitants. 

#### Pyramide des âges
En 2023, le taux de personnes de moins de 30 ans s'élève à 31,9 %, similaire à la valeur cantonale (32,1 %). Le taux de personnes de plus de 60 ans est quant à lui de 28,8 %, alors qu'il est de 29,4 % au niveau cantonal.
La même année, la commune compte 6 232 hommes pour 6 507 femmes, soit un taux de 48,9 % d'hommes, inférieur à celui du canton (49,5 %).
| Hommes | Classe d’âge | Femmes |
| ------ | ------------ | ------ |
| 0,8    | 90 ans ou +  | 2,4    |
| 9,0    | 75 à 89 ans  | 12,3   |
| 15,7   | 60 à 74 ans  | 17,4   |
| 21,3   | 45 à 59 ans  | 20,7   |
| 19,5   | 30 à 44 ans  | 17,0   |
| 19,2   | 15 à 29 ans  | 16,8   |
| 14,4   | - de 14 ans  | 13,4   |

| Hommes | Classe d’âge | Femmes |
| ------ | ------------ | ------ |
| 0,7    | 90 ans ou +  | 1,8    |
| 8,6    | 75 à 89 ans  | 10,7   |
| 18,2   | 60 à 74 ans  | 18,8   |
| 20,3   | 45 à 59 ans  | 20,5   |
| 18,4   | 30 à 44 ans  | 17,8   |
| 18,1   | 15 à 29 ans  | 16,0   |
| 15,6   | - de 14 ans  | 14,4   |

### Éducation

#### Enseignement obligatoire
- Écoles primaires et enfantines.
- Collège (École secondaire).

#### Enseignement supérieur et recherche
- École supérieure d'informatique de gestion (ESIG).
- Haute école spécialisée de Suisse occidentale (HES-SO) qui dispose de plusieurs sites à Delémont, parmi lesquels la Haute école de santé Arc partagé avec Neuchâtel et la Haute école d'économie Arc, offrant des cours décentralisés de l'école de Neuchâtel.
- Haute École Pédagogique "Berne-Jura-Neuchâtel" (HEP-BEJUNE), qui forme les étudiants aux métiers de l'enseignement primaire, secondaire et spécialisé.
- École de culture générale.
- École de commerce.
- École professionnelle artisanale.

### Sport
- Football : SR Delémont

### Fondations
- Fondation Anne et Robert Bloch

### Médias
- Le Quotidien jurassien, quotidien d'information issu de la fusion entre Le Pays et Le Démocrate.
- Arc Hebdo, hebdomadaire gratuit.
- Canal Alpha, télévision régionale.
- RFJ (Radio Fréquence Jura), radio locale.
- GRRIF, radio dont les studios sont basés à Delémont
- Le Jura Libre, hebdomadaire.
- D'lem Info, gratuit édité six fois par an par la Municipalité. Dernier numéro paru en septembre 2009.
- Delémont.ch, journal officiel de la Ville de Delémont édité dix fois par an, dès octobre 2009, en remplacement du D'lem Info.
- Le Journal de la Vieille Ville, édité quatre fois par an, est consacré à la vieille ville de Delémont et à ses commerçants.

## Économie
Parmi les plus connues, on note la présence de la société Wenger sur le territoire de la commune.

## Tourisme
- Delémont fait partie du pays de la précision :
  - Watch Valley est une nouvelle destination touristique qui utilise la thématique de l’horlogerie pour se différencier des autres régions suisses ;
  - c'est une ville étape de la « Route de l'Horlogerie » qui de Genève, à travers le Jura suisse nous mène à Bâle ;
  - c'est une étape du Grand Tour de Suisse sur l'itinéraire qui mène de Bâle à Neuchâtel à travers une portion du Jura suisse.

En 2009, Delémont est désignée Ville du Goût.
- Étapes delémontaines :
  - Musée jurassien d'art et d'histoire
  - Chapelle Notre-Dame du Vorbourg
  - Château épiscopal (en vieille ville)
  - Hôtel de Ville
  - Fontaines monumentales
  - Château de Domont
  - Église de Montcroix
  - Place de la Gare
  - La Rotonde (ferroviaire)

## Culture et patrimoine

### Patrimoine bâti
Delémont compte un grand nombre de monuments intéressants.
- Le château. Imposante construction de style baroque au croisement des influences architecturales d'Allemagne du Sud et de France. Sur le site de l'ancien château épiscopal médiéval, le prince-évêque Jean-Conrad de Reinach-Hirzbach a fait élever en 1716-1721 une résidence d'été construite sous la direction de l'architecte Pierre Racine de Tramelan. Propriété communale depuis 1821, aujourd'hui école primaire. Rénové en 1937-1940, puis en 2000-2004 par les architectes Gerster, Kury et Stählin[11].
- Église Saint-Marcel. Ce lieu de culte a été collégiale du Chapitre de Moutier-Grandval de 1534 à 1792. Le bâtiment actuel est marqué par le style baroque tardif et début du néoclassique. Il a remplacé une église gothique médiévale et a été élevé en 1761-1767 selon les projets du géomètre français Pierre-François Pâris (père du célèbre Pierre-Adrien Pâris), plans retouchés par les architectes et entrepreneurs Gaetano Matteo Pisoni, Samuel Werenfels, Henri Schler et Louis Beuque. Restauration 1972-1975[12].
- Hôtel de ville (place de la Liberté), construit en 1742-1745 par l'architecte Johann Caspar Bagnato. Ajout d'un étage en 1868-1869[13].
- Porte de Porrentruy ou Porte de Monsieur le Prince, 1756-1759[14].
- Fontaine du Sauvage (1576) par le sculpteur Laurent Perroud, de Cressier. Le « Sauvage » tient les armoiries de la ville[14].
- Fontaine Saint-Maurice, dite aussi du Guerrier romain (1576-1577), par le sculpteur Hans Michel, de Bâle[14].
- Fontaine de la Vierge, dite aussi de Notre Dame (1576), fût et statue de la Vierge à l'Enfant par le sculpteur Hans Michel, de Bâle[13].
- Rue de la Préfecture 12 (1700), ancienne maison de la famille de Granvillers, fut propriété d'Albert Gobat, prix Nobel de la Paix en 1902[13].
- Hôtel du Parlement et du gouvernement (rue de l'Hôpital 2), ancienne châtellenie, préfecture, puis palais de justice. Bâtiment de style gothique tardif, transformé en 1717 pour abriter le châtelain. Puis modifié encore en 1831 et 1843-1846. Rénovation et adjonction de prisons au nord par Jeanne Bueche en 1969-1971[13].
- Tour des archives, ou de la Franche Courtine, vestige de l'ancienne enceinte urbaine, diverses phases de construction, remontant au XIIIe siècle[13].
- Porte au Loup (1775), par Henri Parrat, avec cadran solaire de 1776[13].
- Ancien couvent des Ursulines. Construit comme hôpital de la ville (1696-1700) par Jean-Jacques Cuenin et Nicolas Schelhorn, ce bâtiment abrite en fait le couvent des Ursulines jusqu'en 1786, puis devient une caserne française, puis collège et hôpital de district et home communal. Transformé en 1960-1962, puis 1972-1973[13].

#### Aux environs de la vieille ville
- Cimetière et chapelle Saint-Michel (1613-1614), par Gérie Monnin. Bâtiment de style gothique tardif, restauré en 1966-1967[15].
- École cantonale de culture générale, vers l'ancien couvent des Capucins (1629-1631). À l'est, bâtiment de style suisse, ou Heimatstil (1914-1915), par les architectes Frey et Saager[15].
- Synagogue (1911), par Arthur Roos, de Mulhouse[15].

#### Quartier de la gare
- Gare (1875), par l'architecte bernois Frédéric-Louis de Rutté[15].
- Rotonde pour locomotives, 1889, par Otto Frey (rénovée en 1997, aujourd'hui musée privé de locomotives)[15].
- Pont de la Maltière (XVIe siècle), pont en dos d'âne, rénové en 1637[15].

#### Quartier de Montcroix
- Chapelle Notre-Dame-de-Montcroix (1950-1952) par Jeanne Bueche[16]

#### Galerie

##### Classés comme biens culturels d'importance nationale dans le canton du Jura

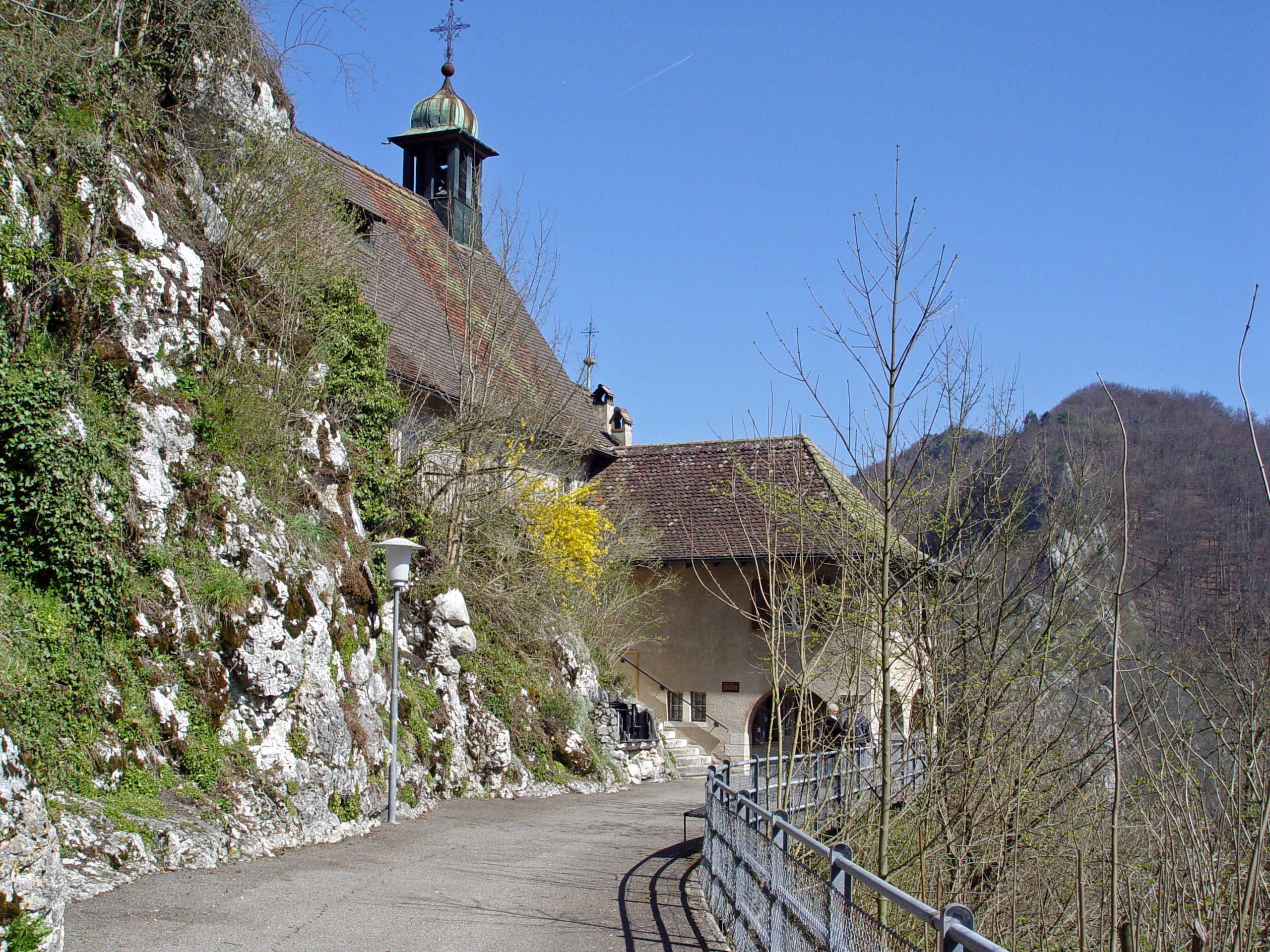
Chapelle du Vorbourg avec ex-voto.
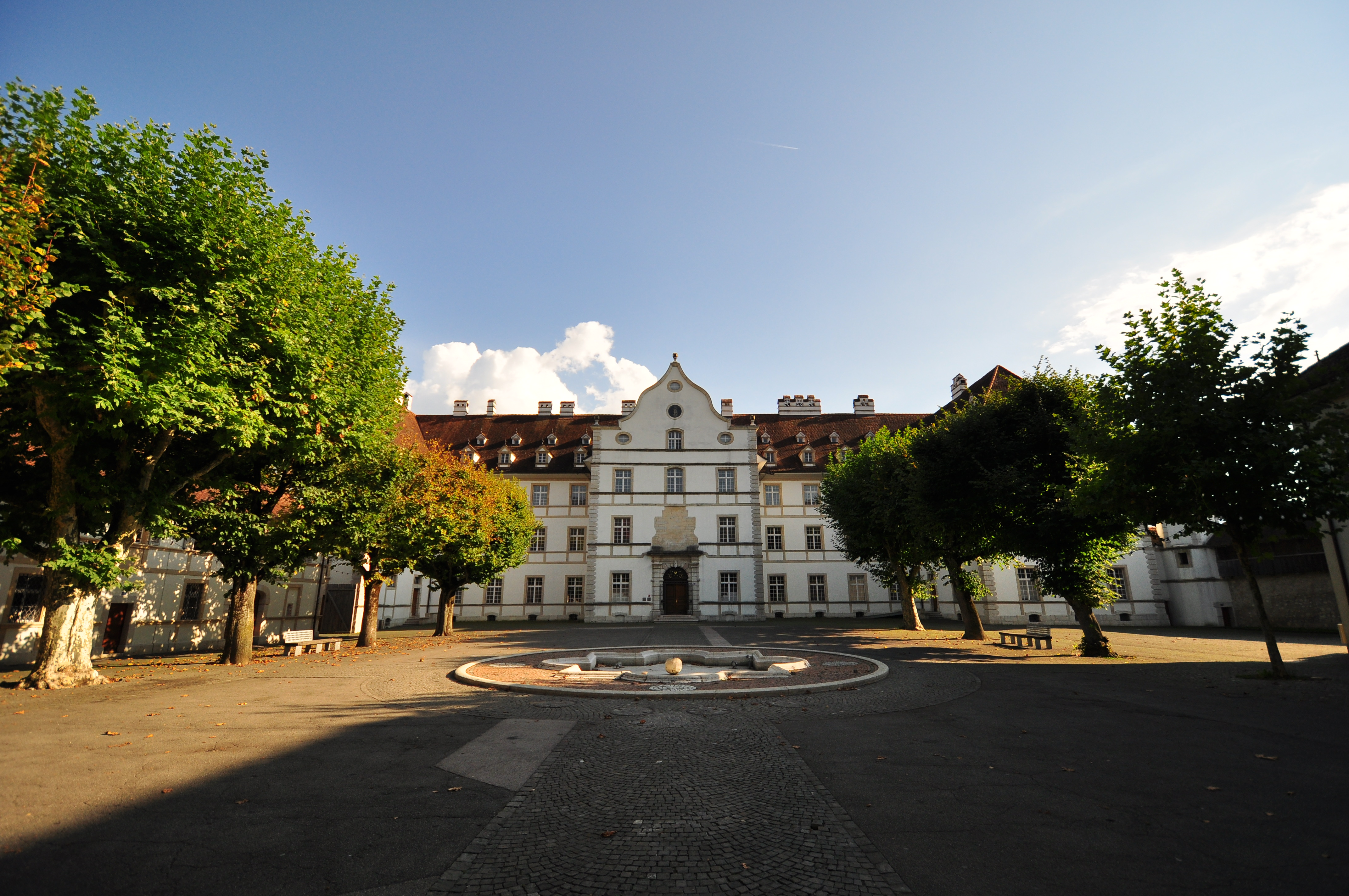
Château épiscopal (actuelle école primaire).
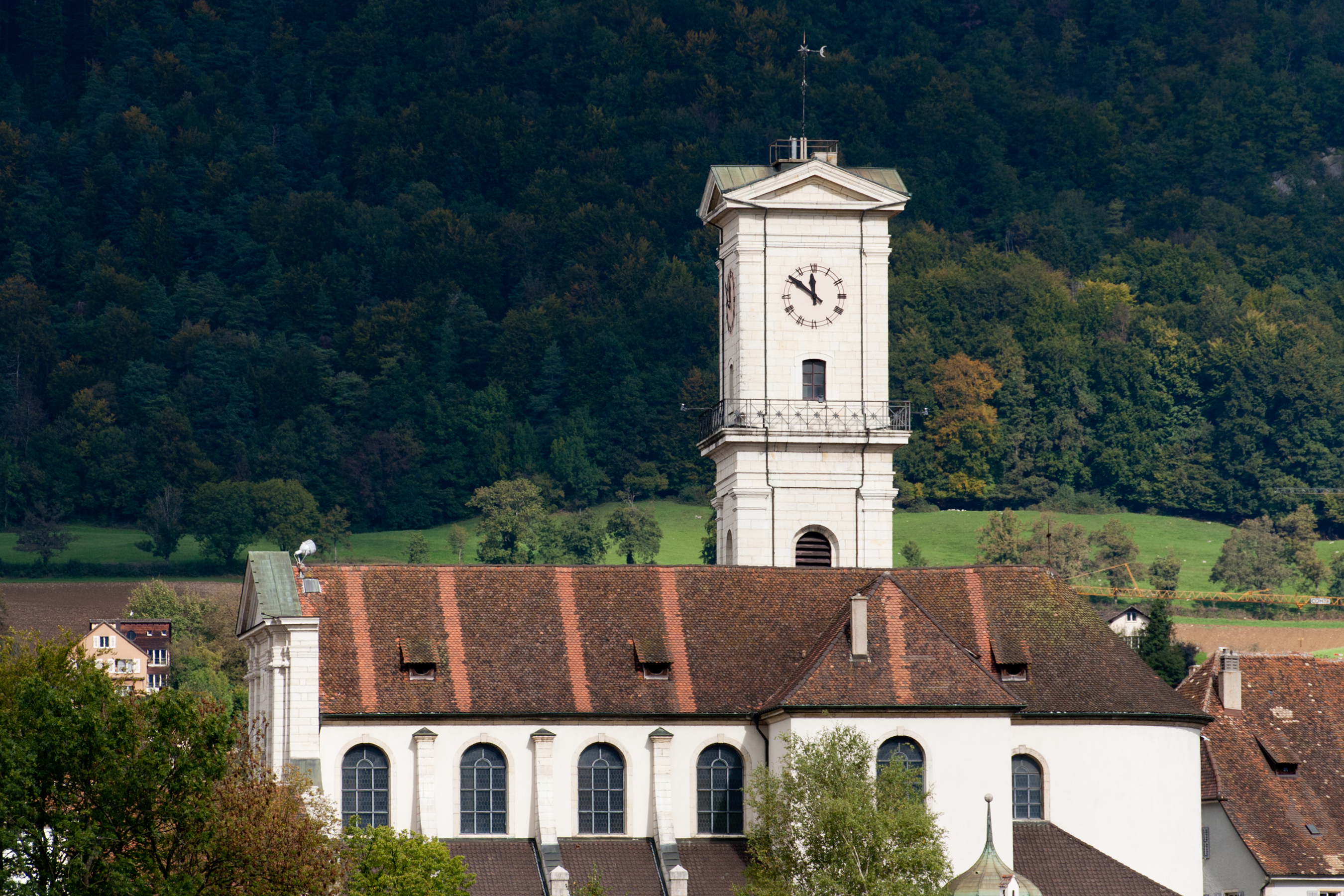
Église Saint-Marcel.
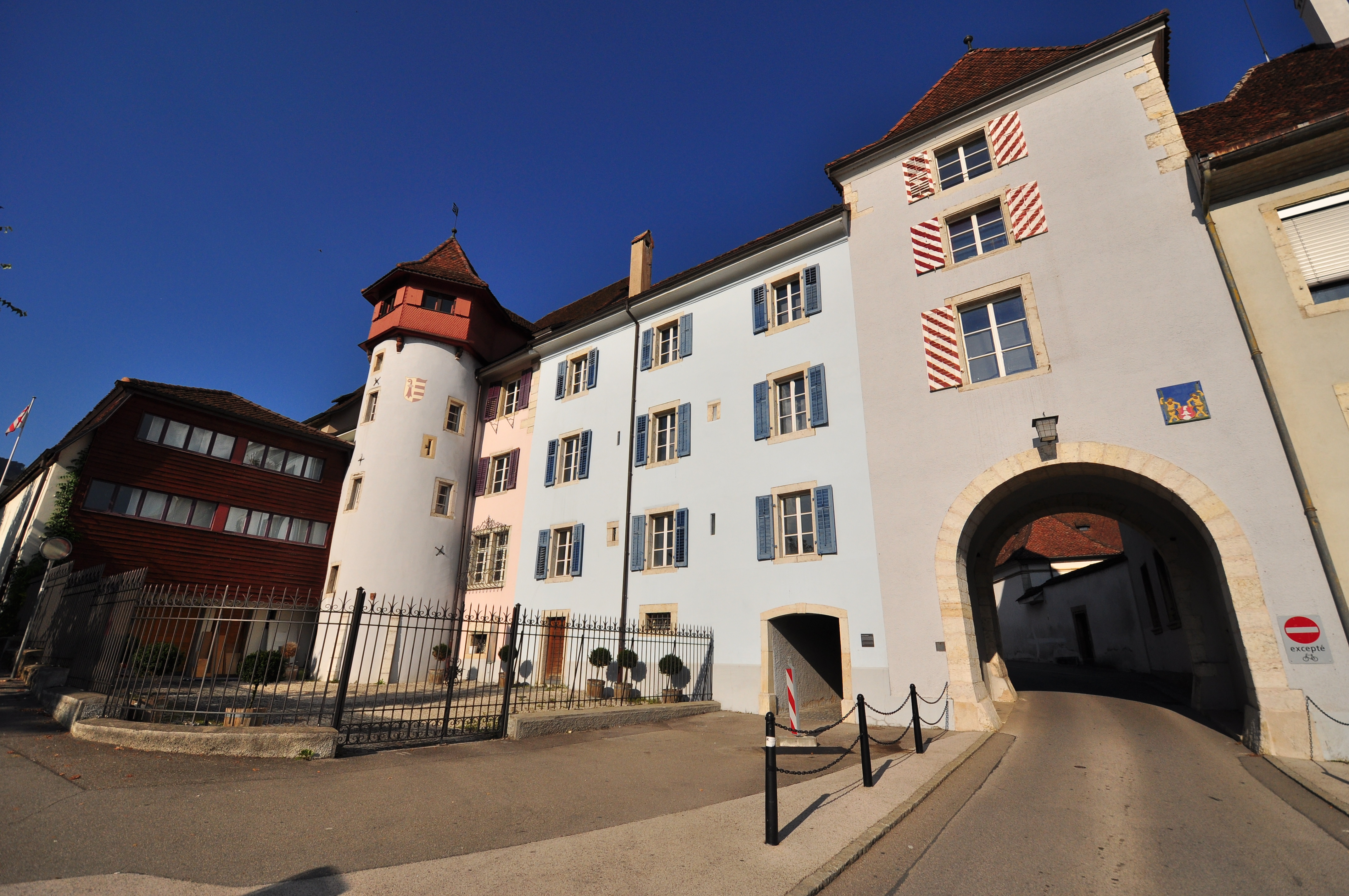
Porte de Porrentruy, Musée jurassien d'art et d'histoire et Tour Rouge.
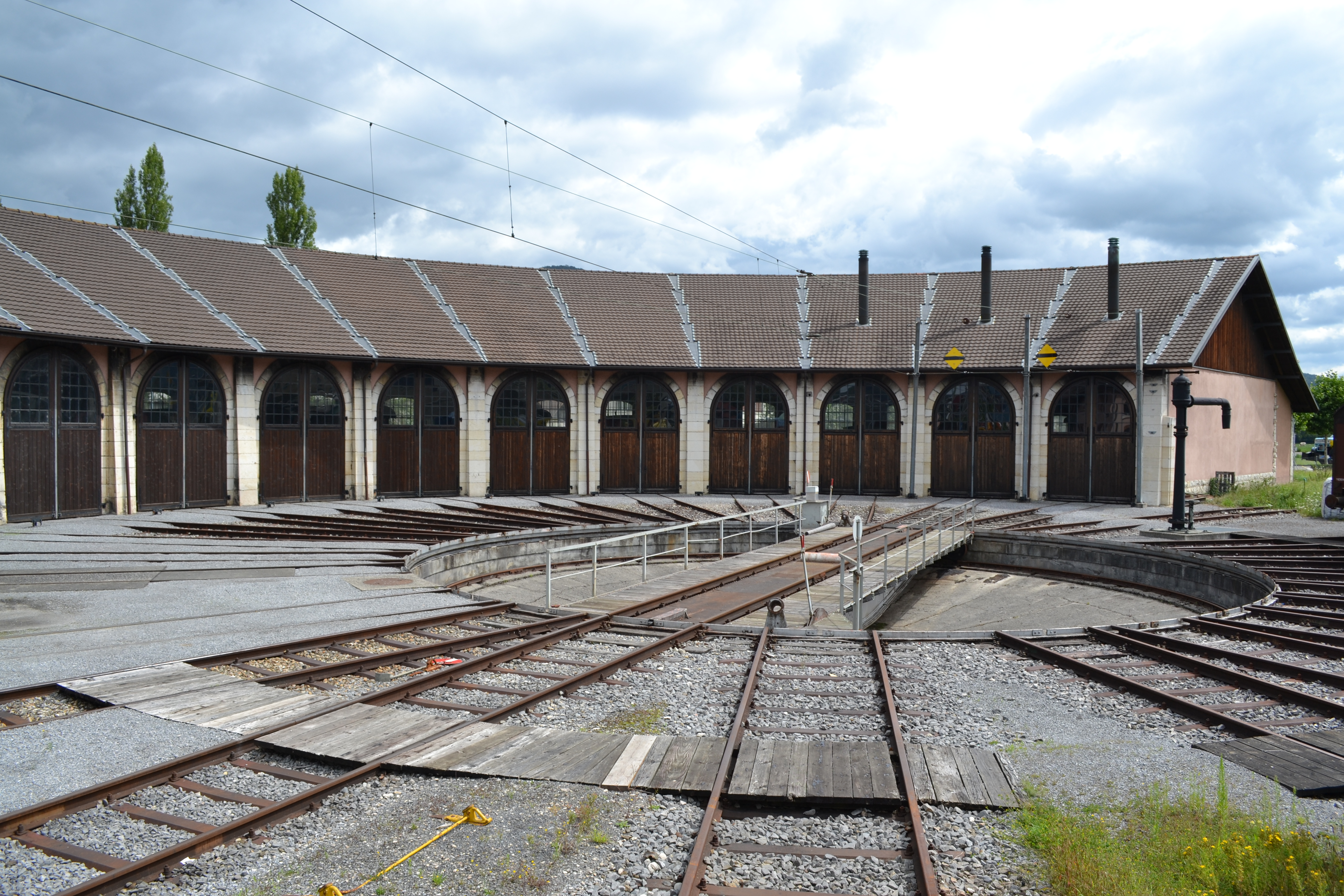
Rotonde (ferroviaire).

##### Classés comme biens culturels d'importance régionale dans le canton du Jura

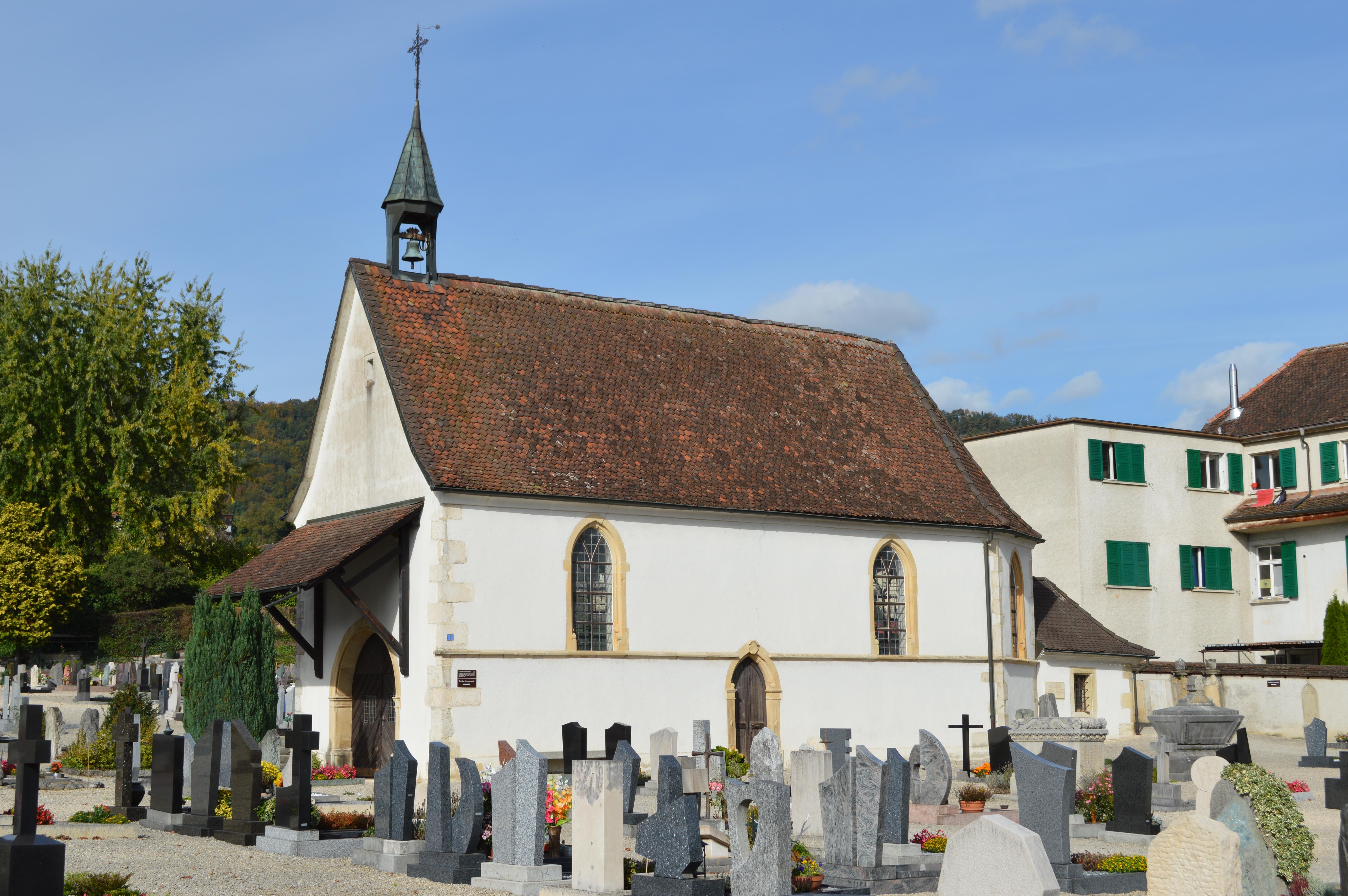
Chapelle Saint-Michel (cimetière).
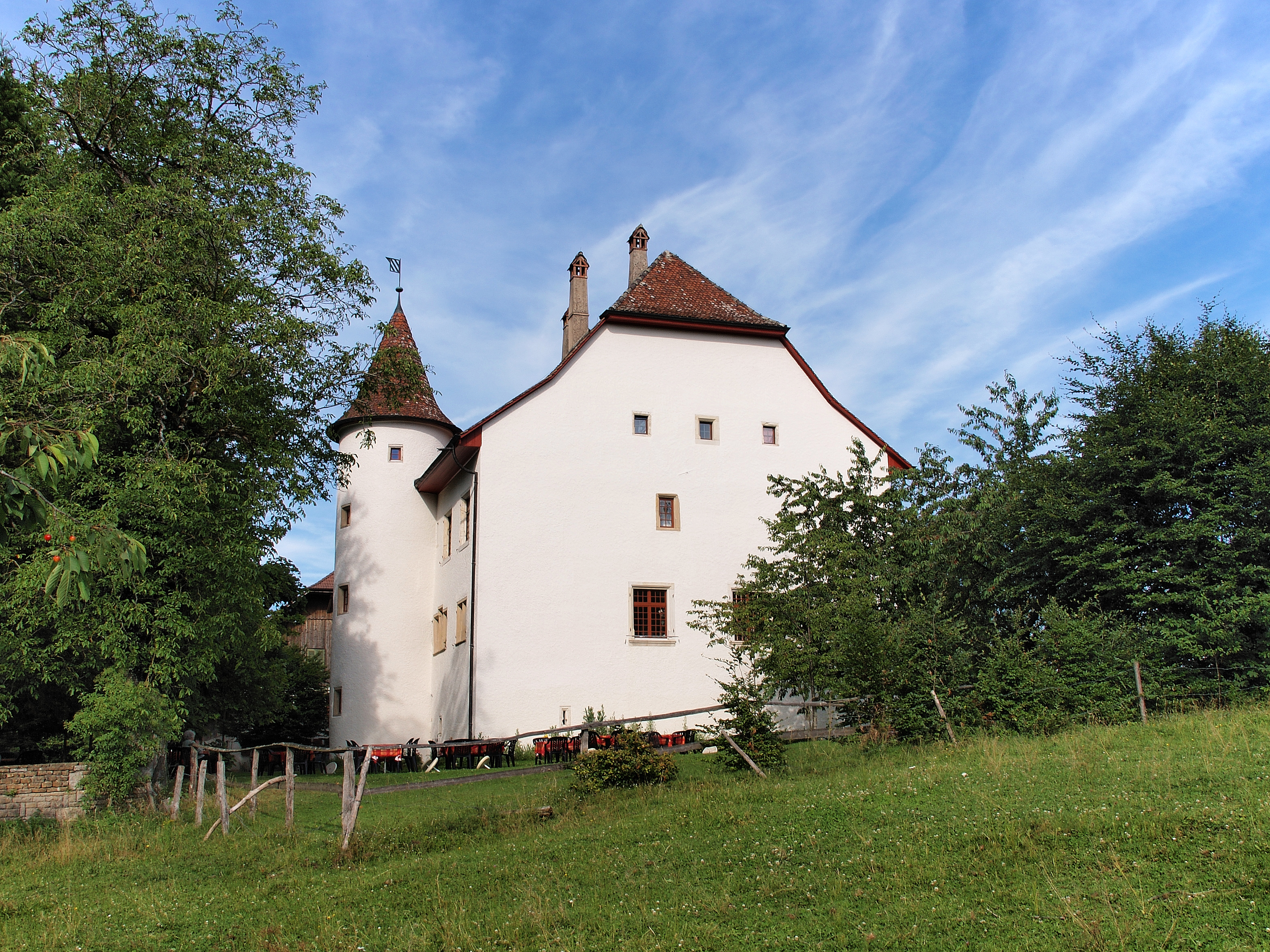
Château de Domont.
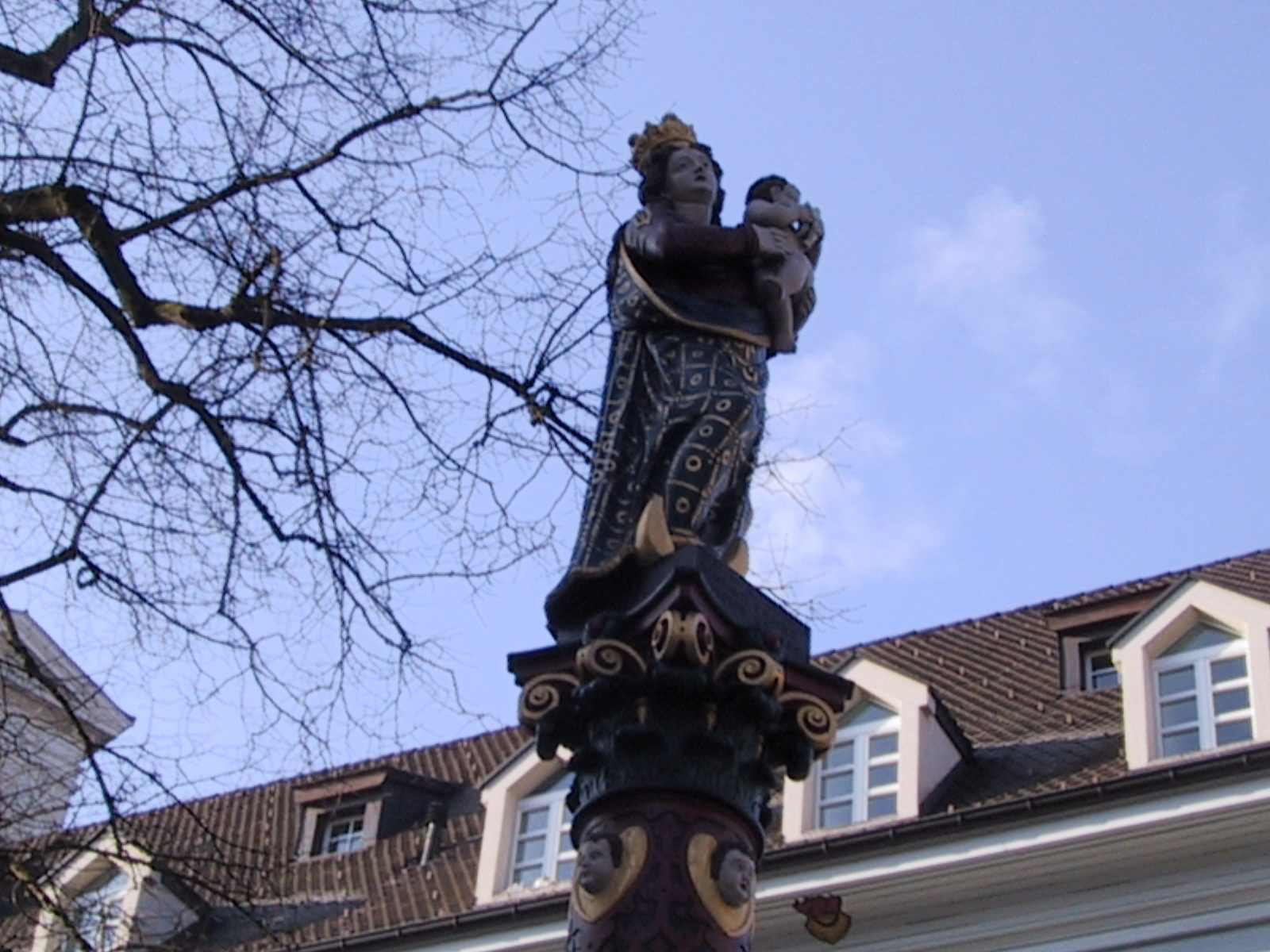
Fontaine de la Vierge (ou de Notre Dame).
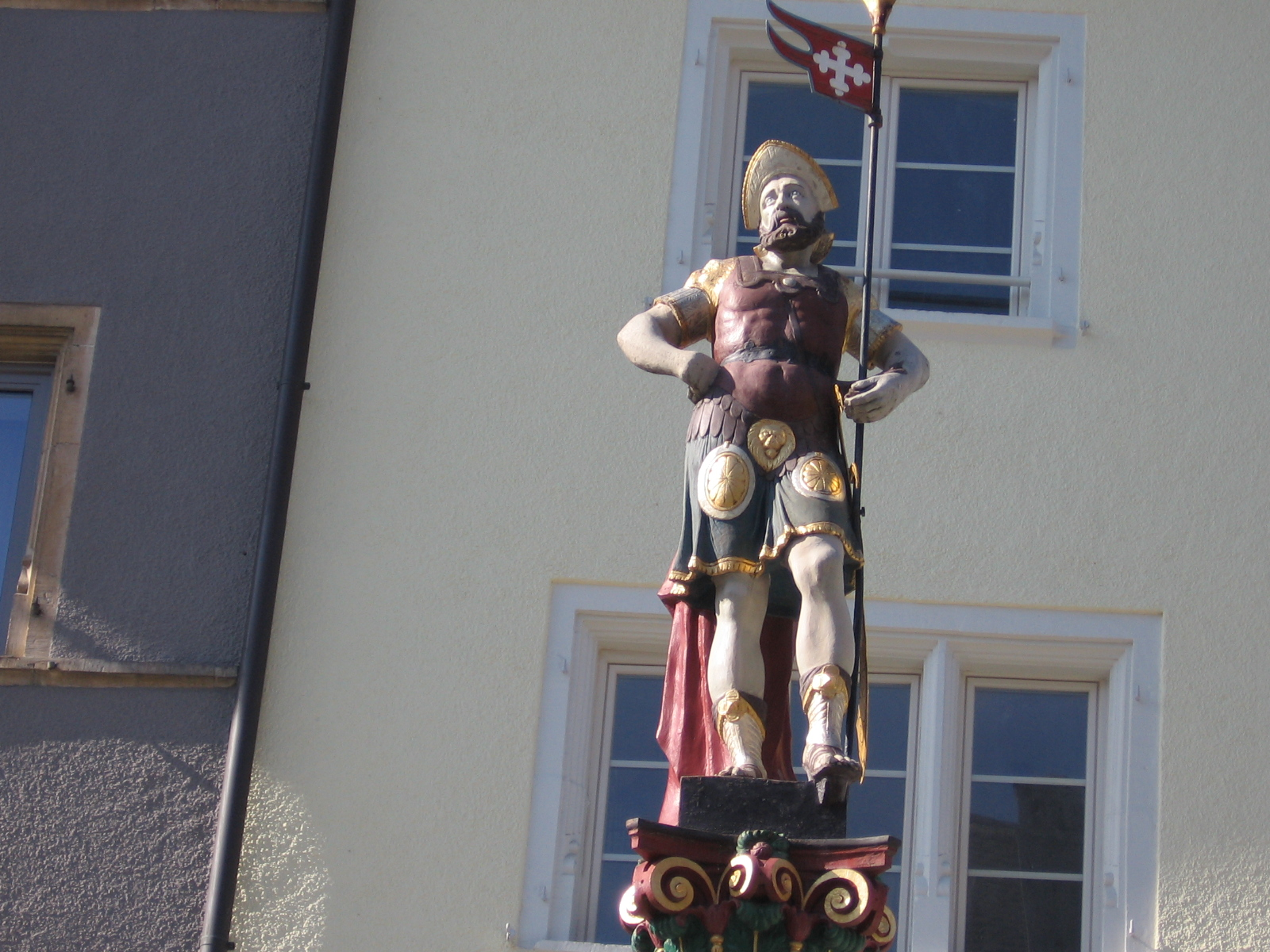
Fontaine de Saint-Maurice (ou du Guerrier romain).
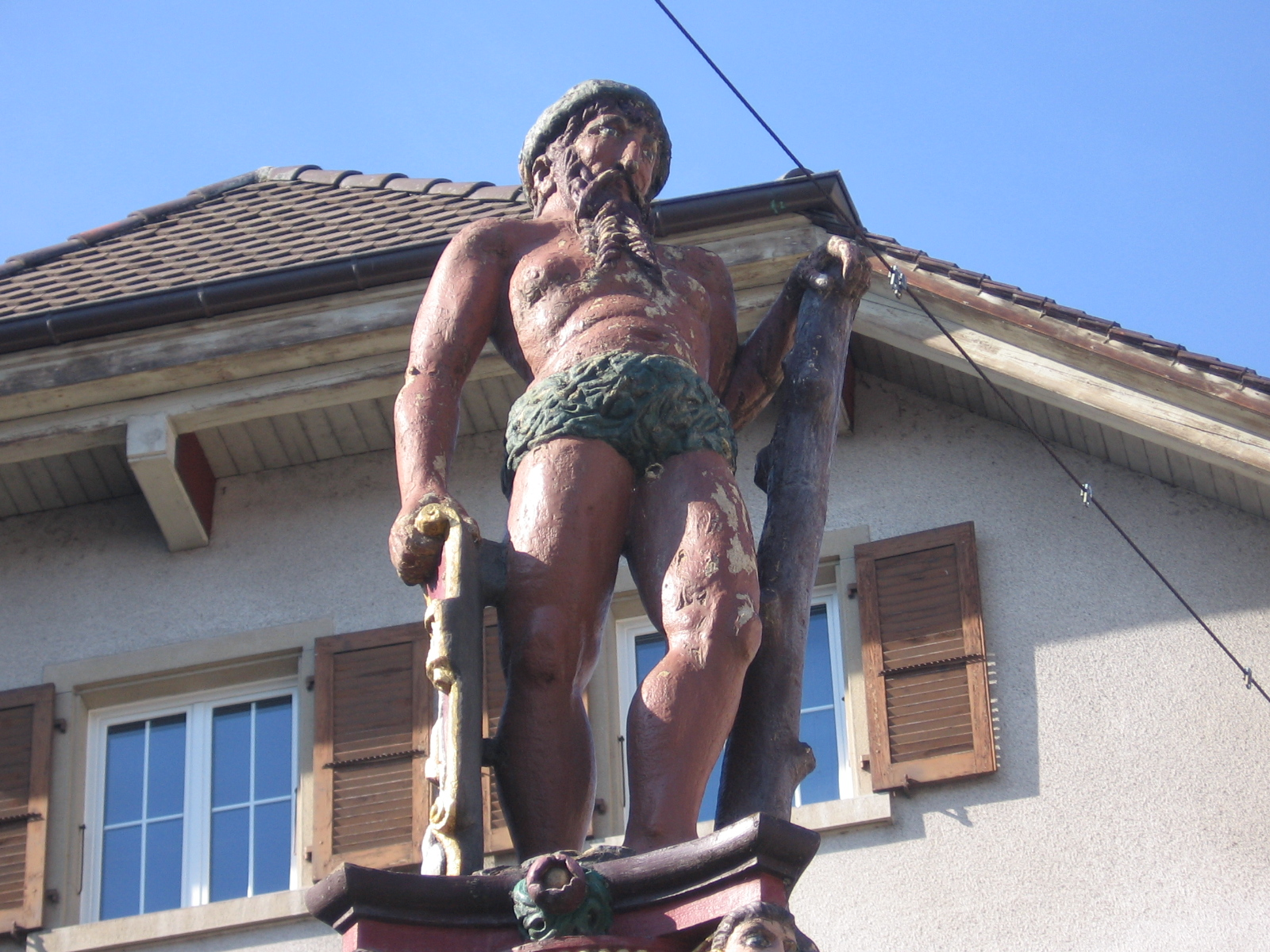
Fontaine du Sauvage.
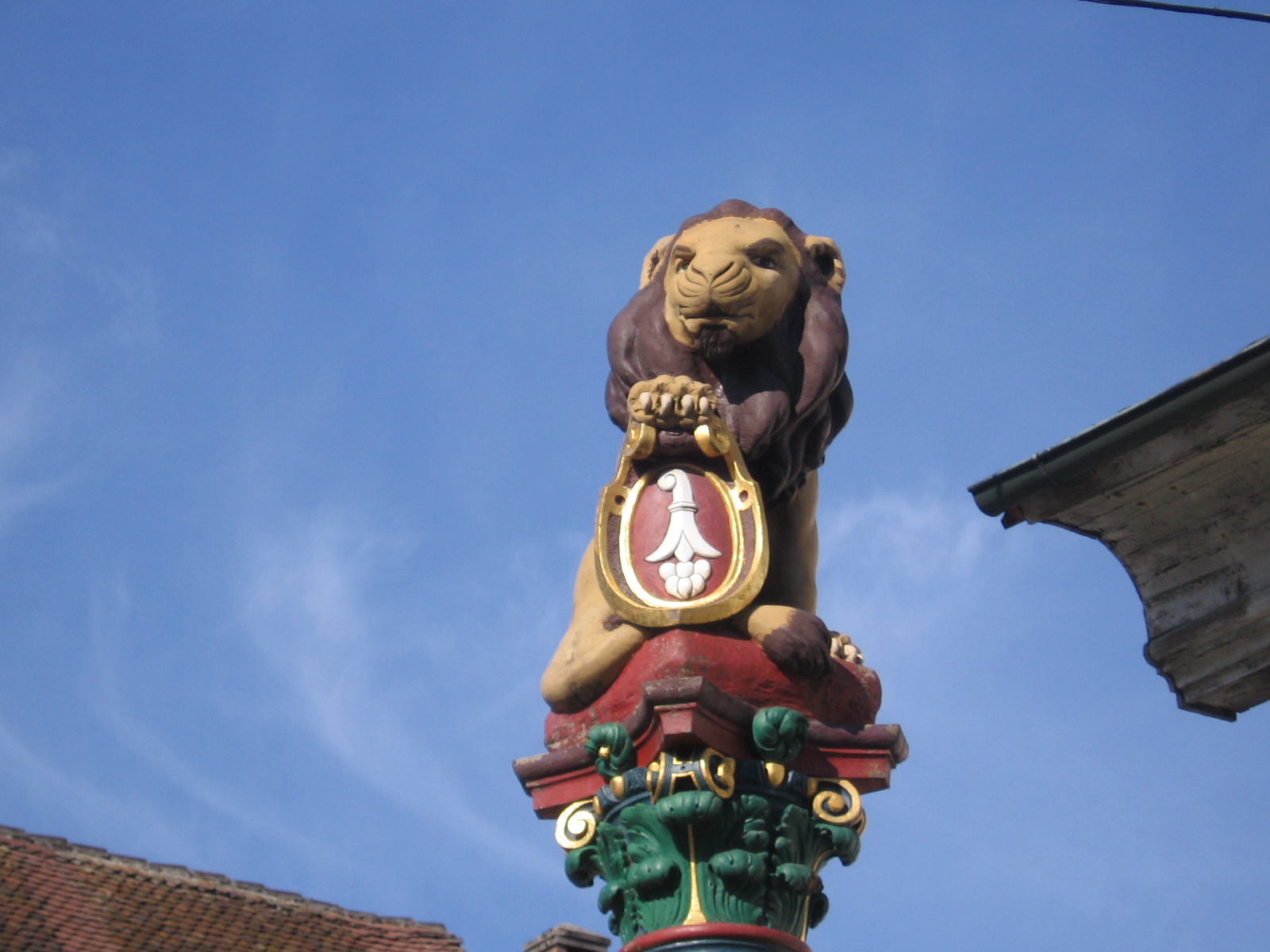
Fontaine du Lion.
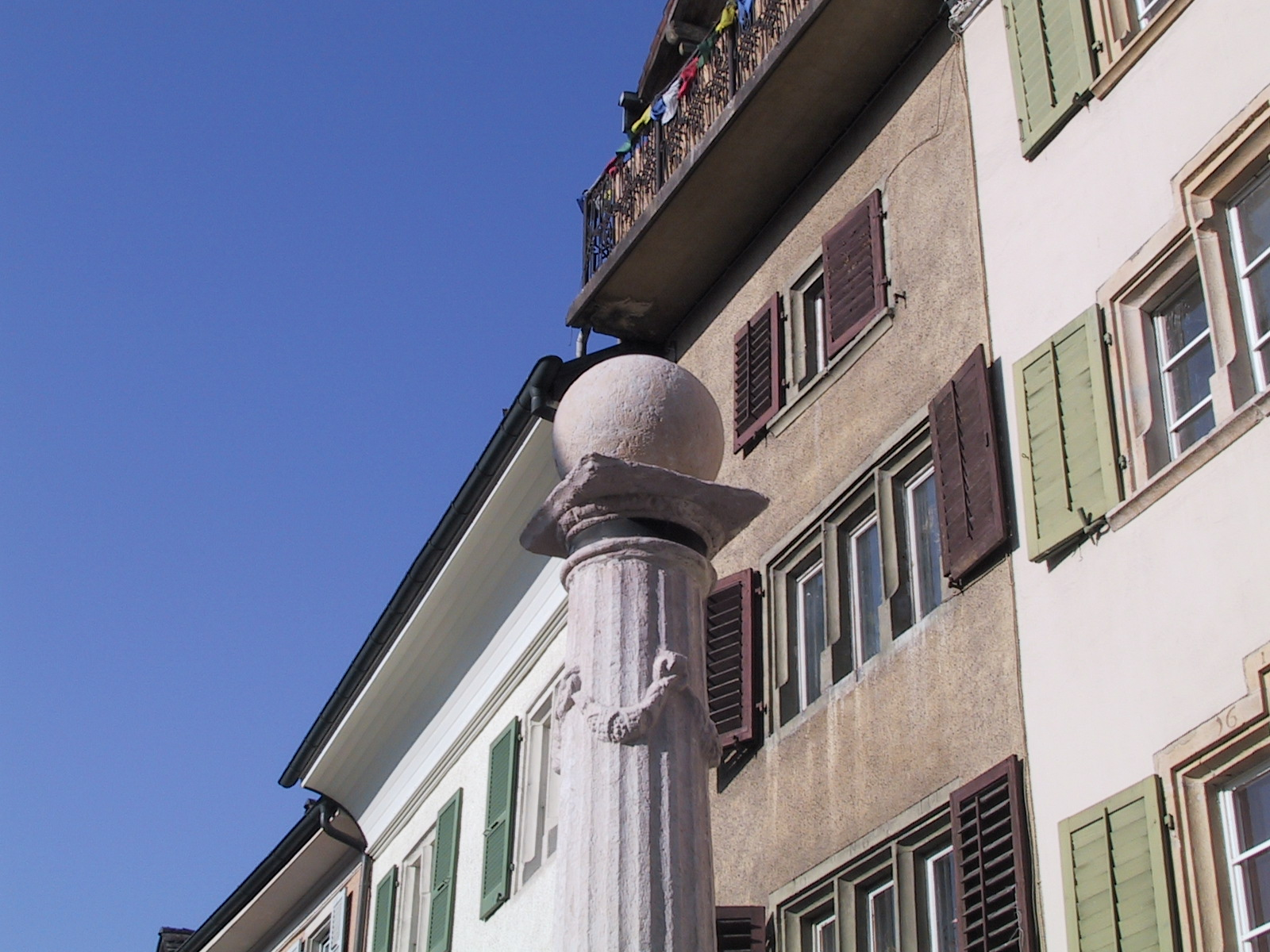
Fontaine de la Boule (ou du Milieu).
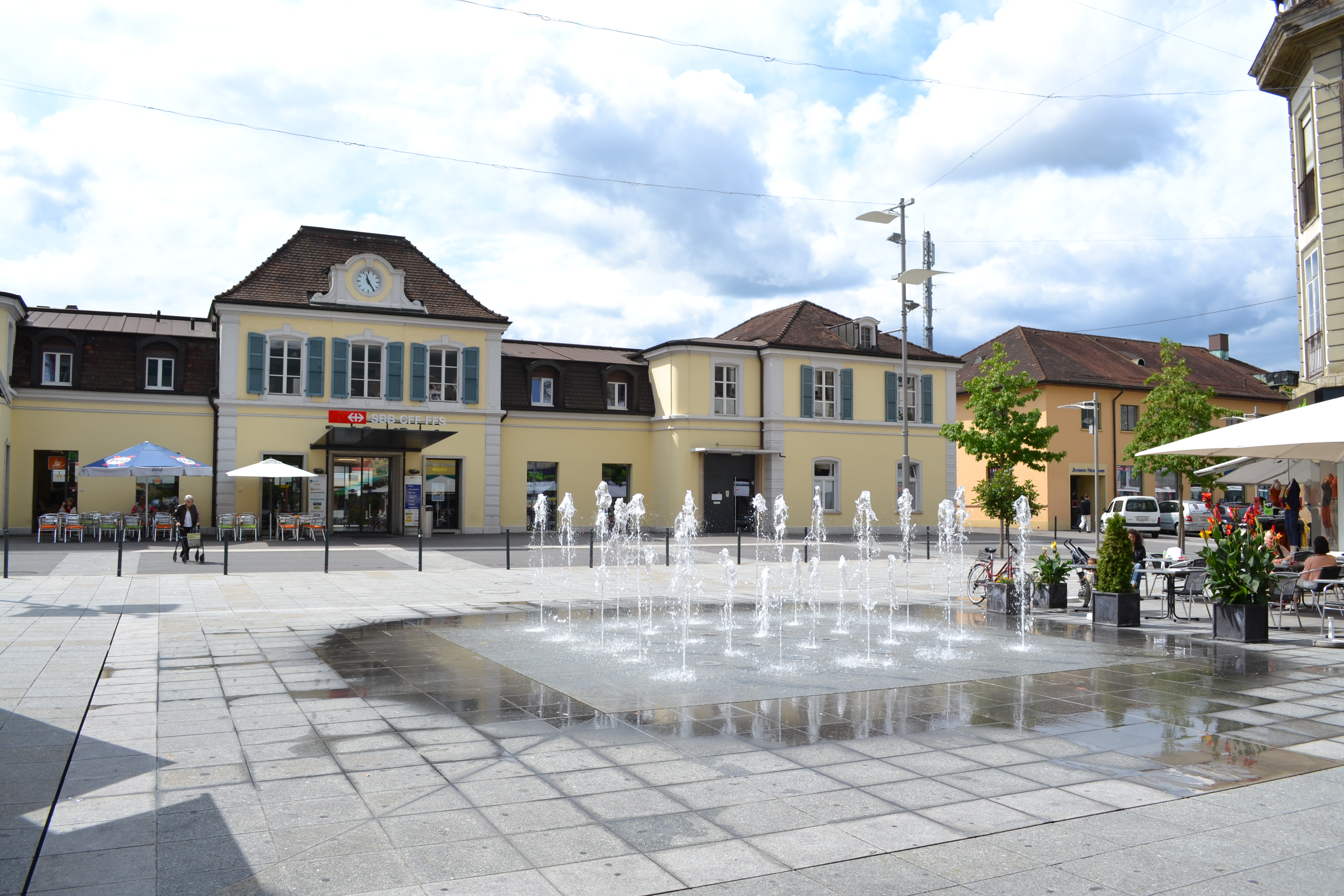
Gare CFF (1875).
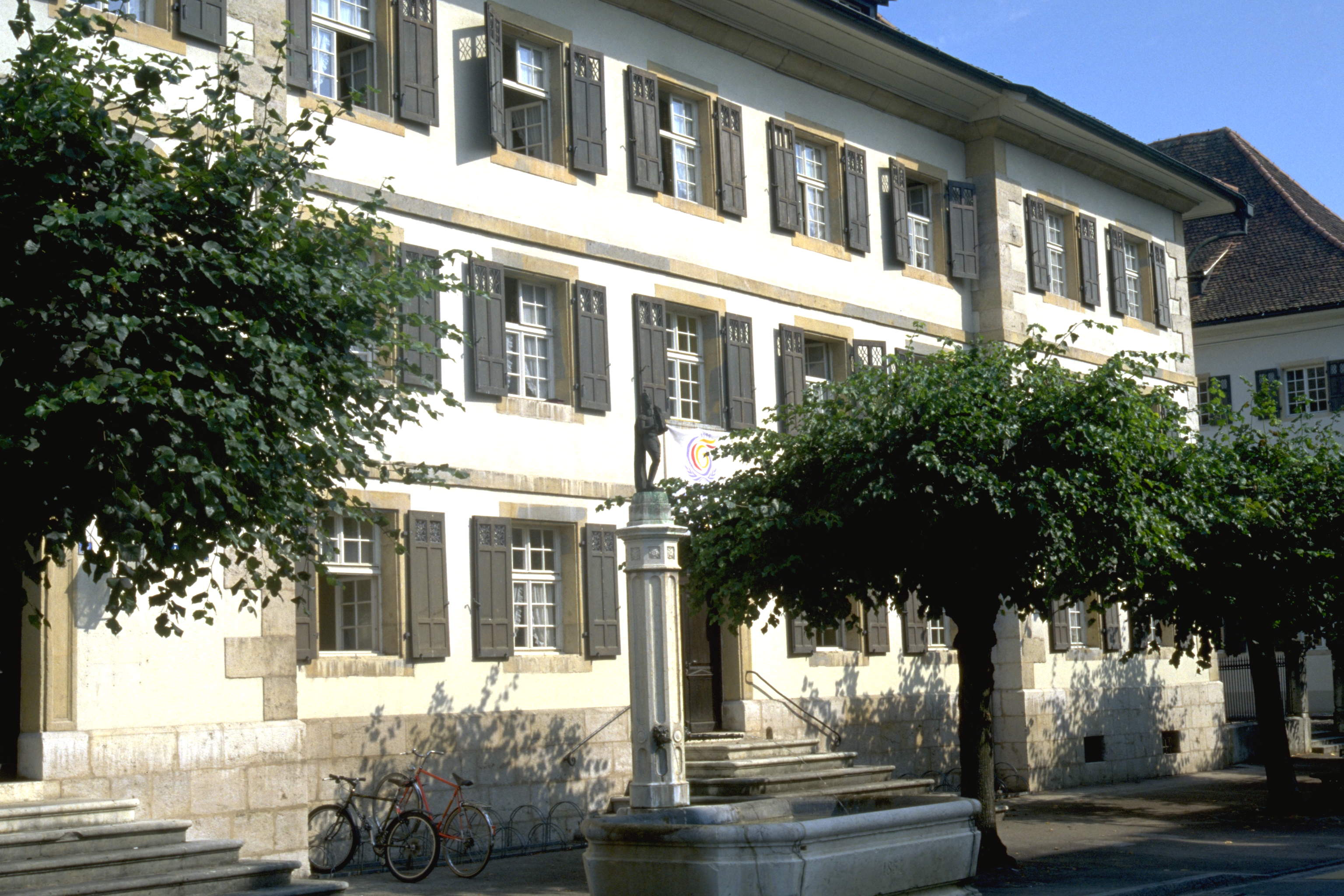
Hôme des vieillards - Ancien couvent des Ursulines (1699).
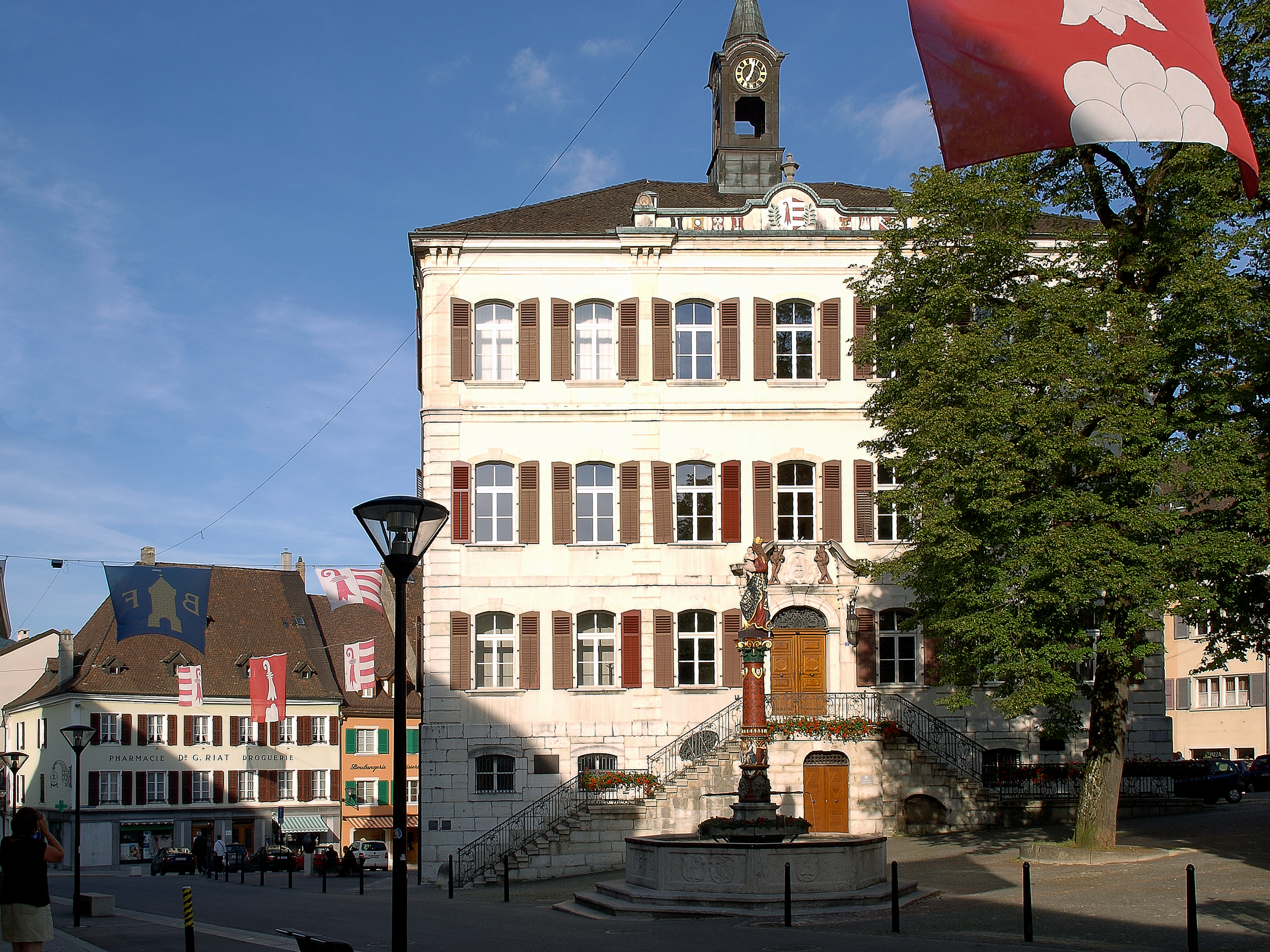
Hôtel-de-Ville avec Archives communales (1745).
Jardin de la Villa "Le Vatican".
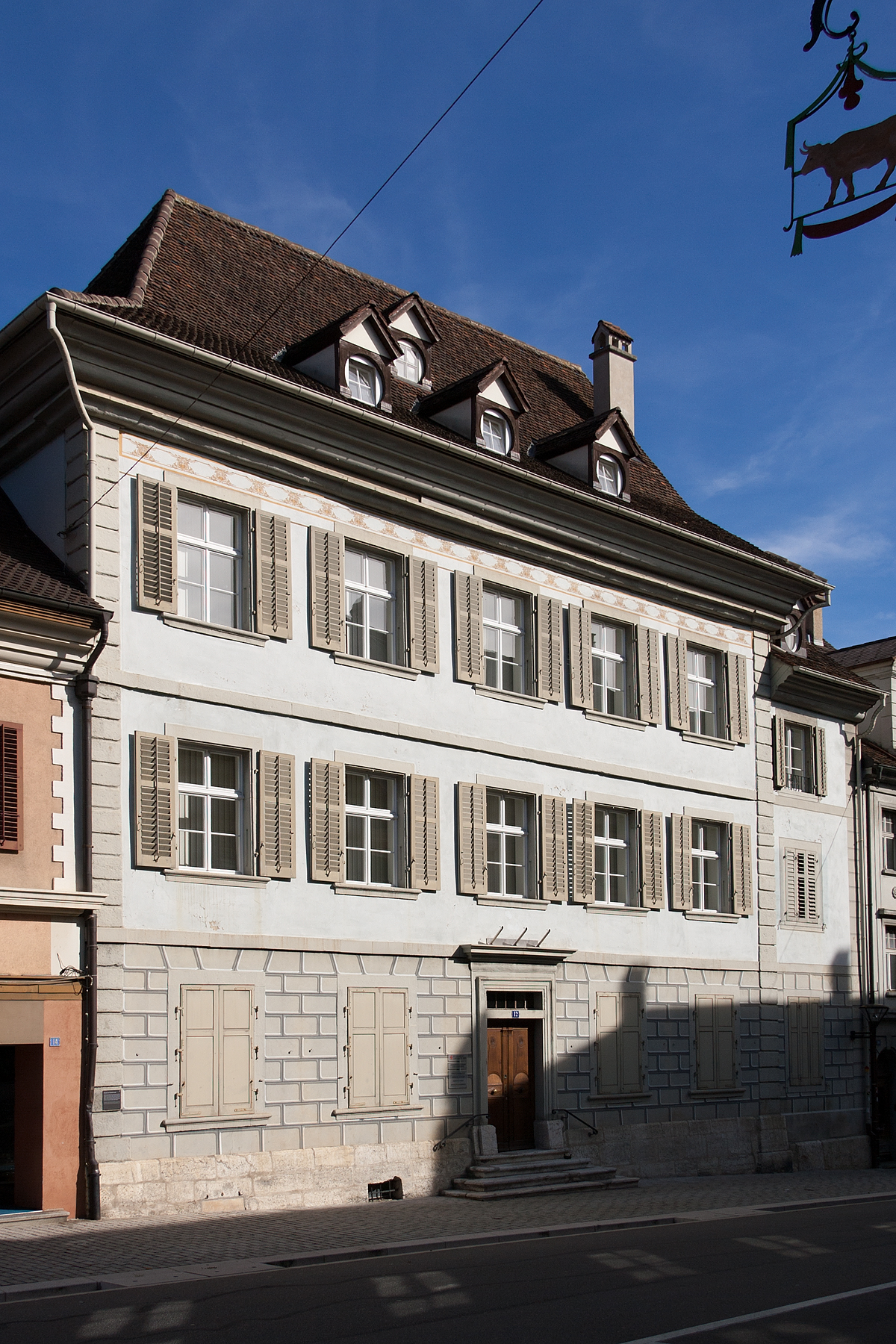
Maison de Grandvillers.
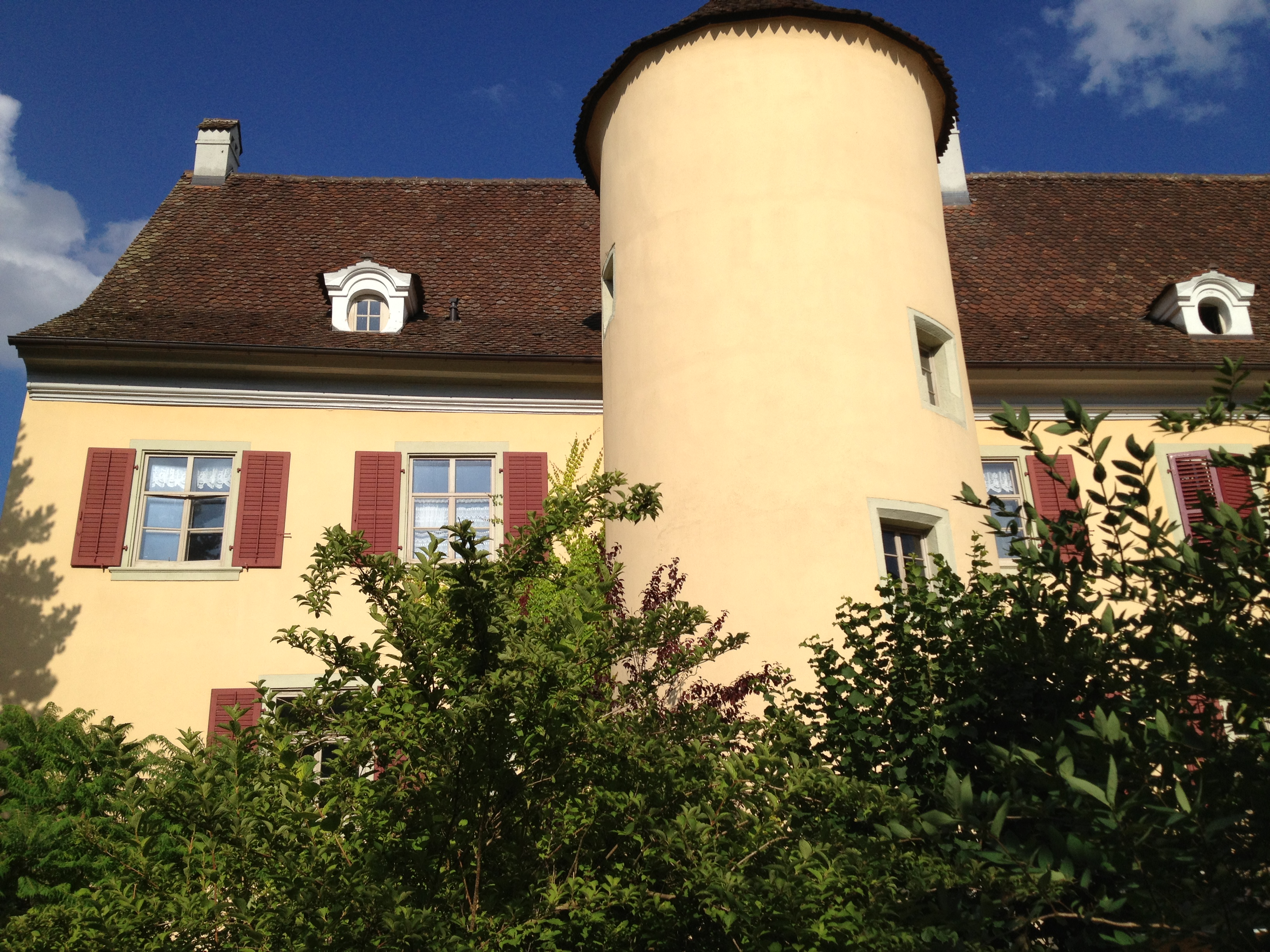
Maison Nouvion.
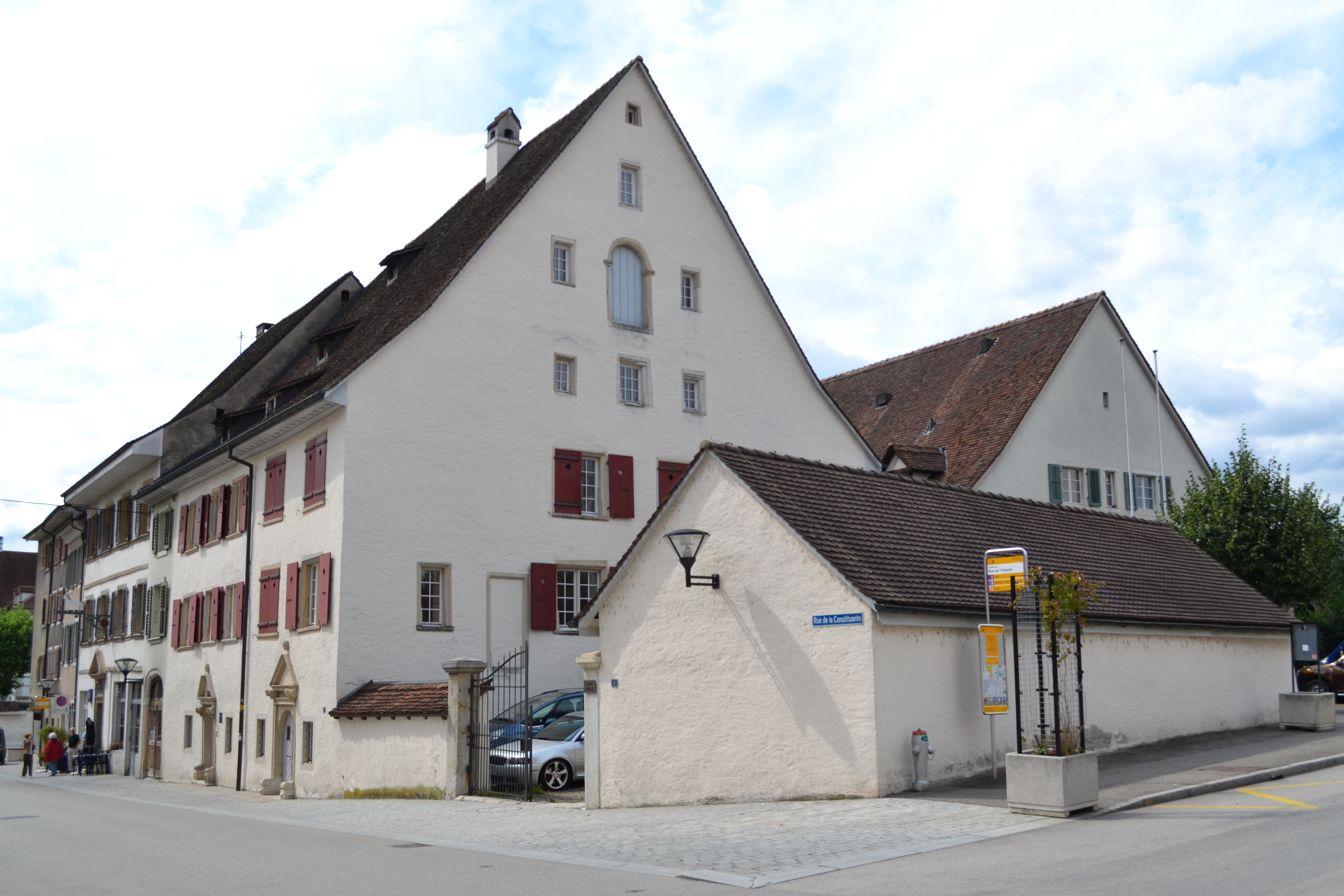
Maison Wicka (17e).
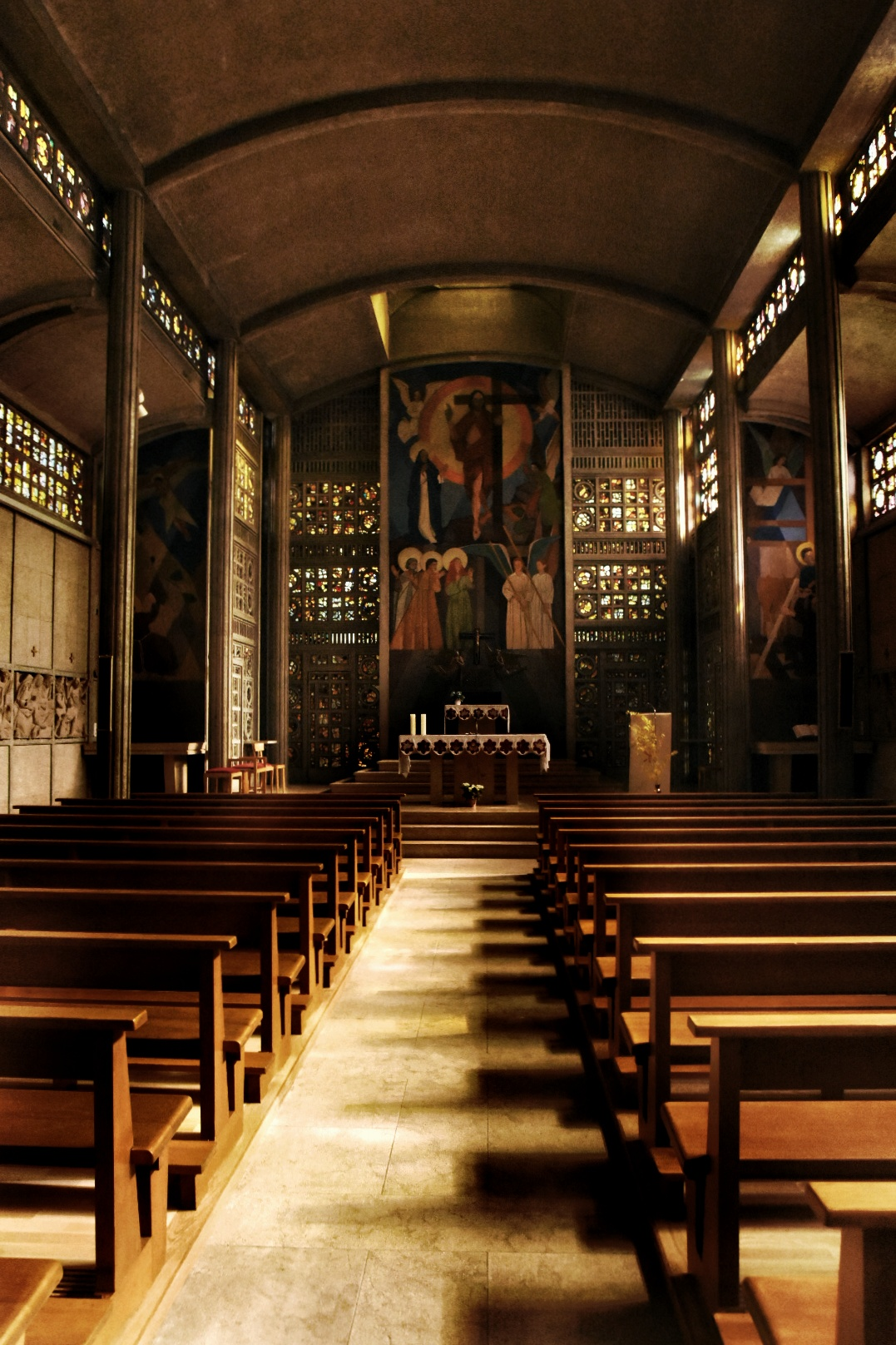
Montcroix, couvent et église.
Parlement cantonal (ancienne préfecture).
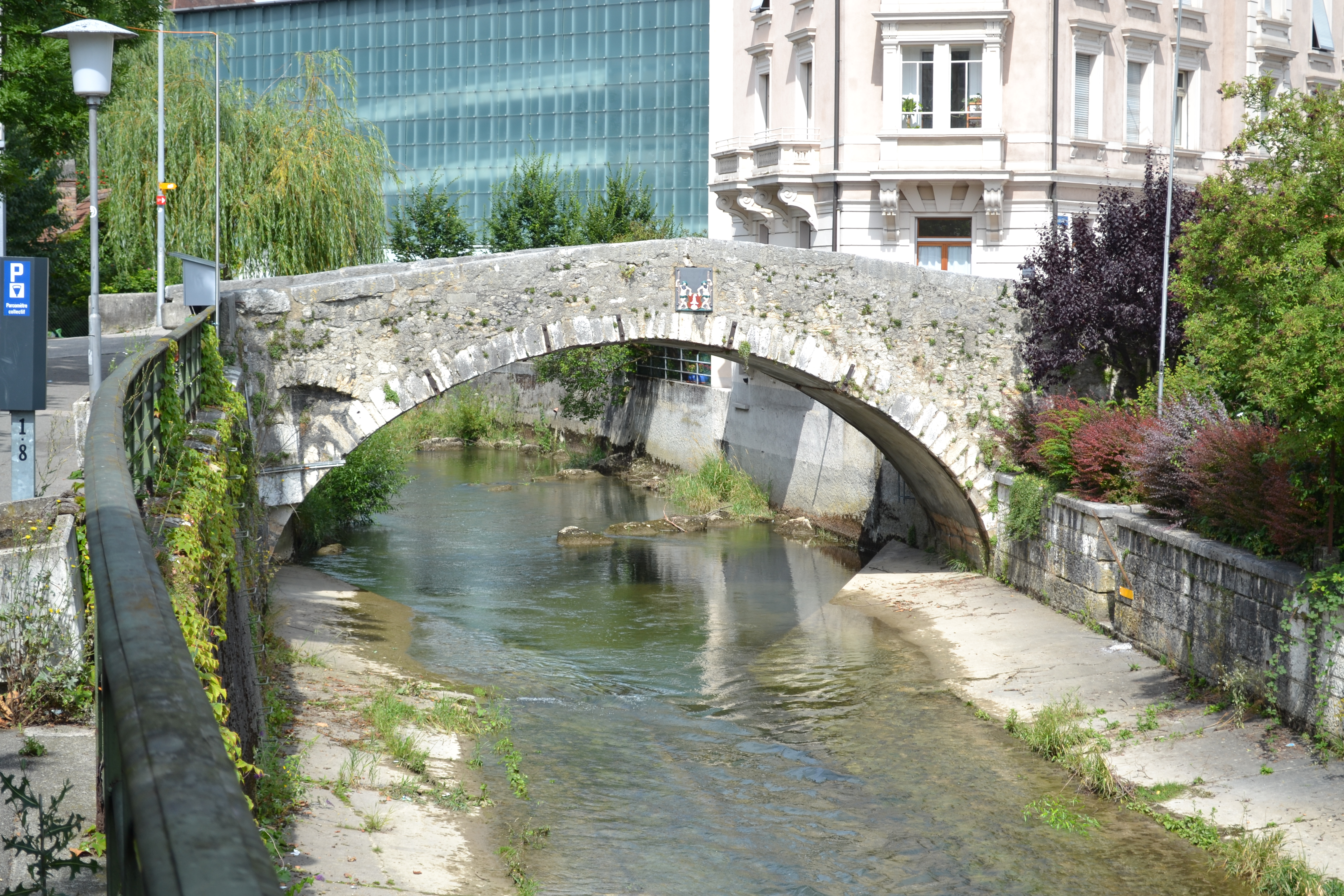
Pont de la Maltière (1637).
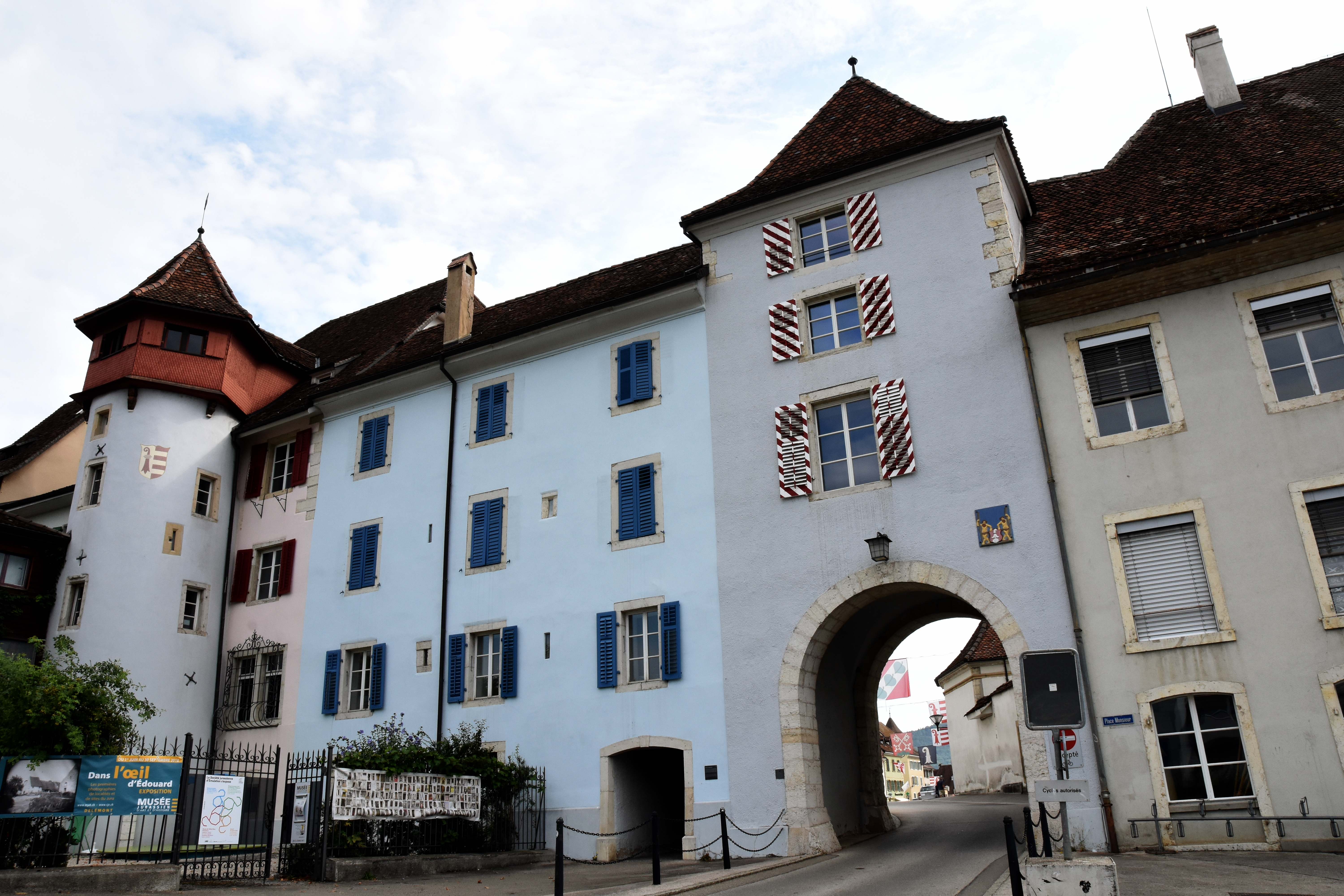
Porte de Porrentruy (1758).
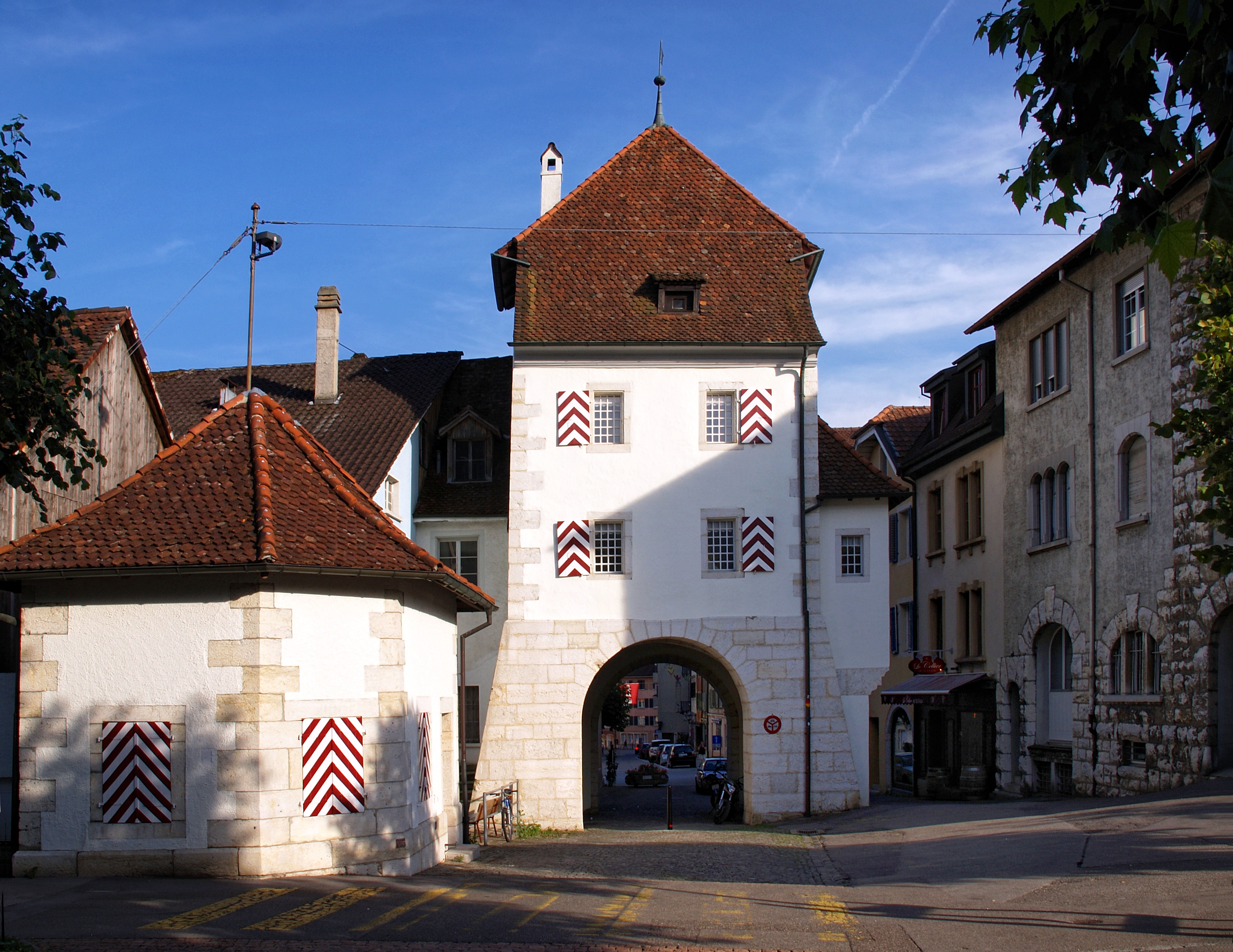
Porte au Loup (1775).
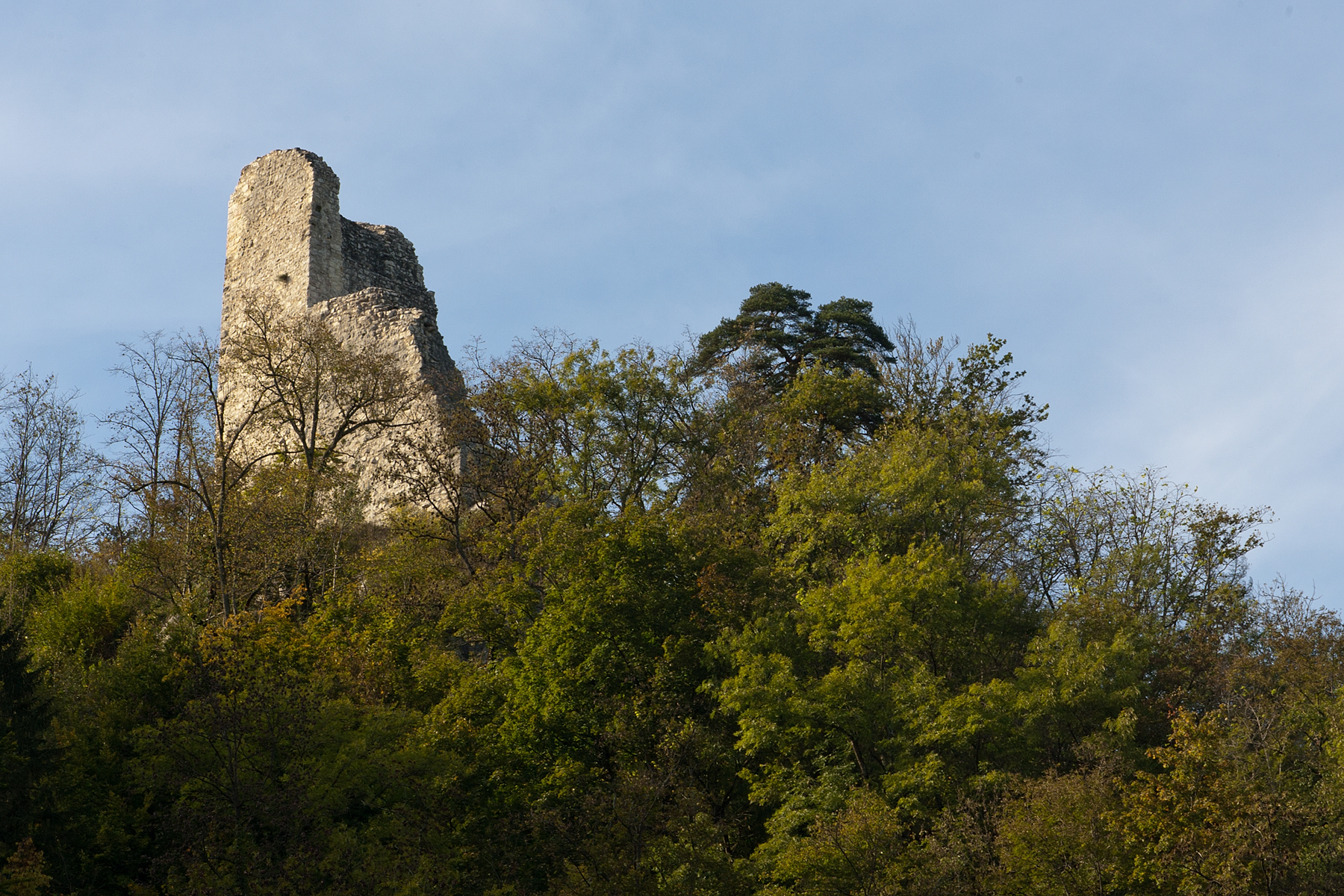
Ruines du Château du Vorbourg.
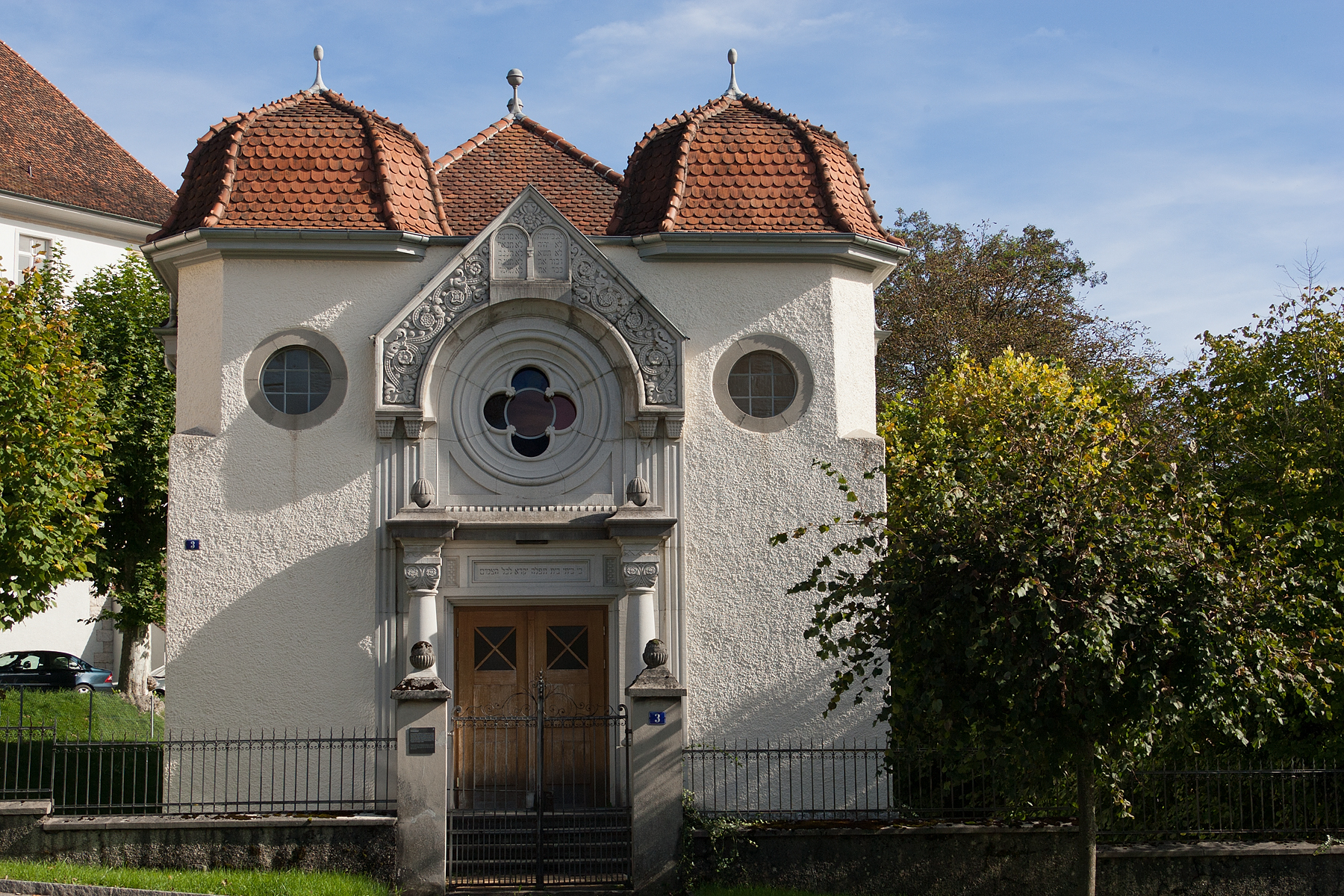
Synagogue (1911).
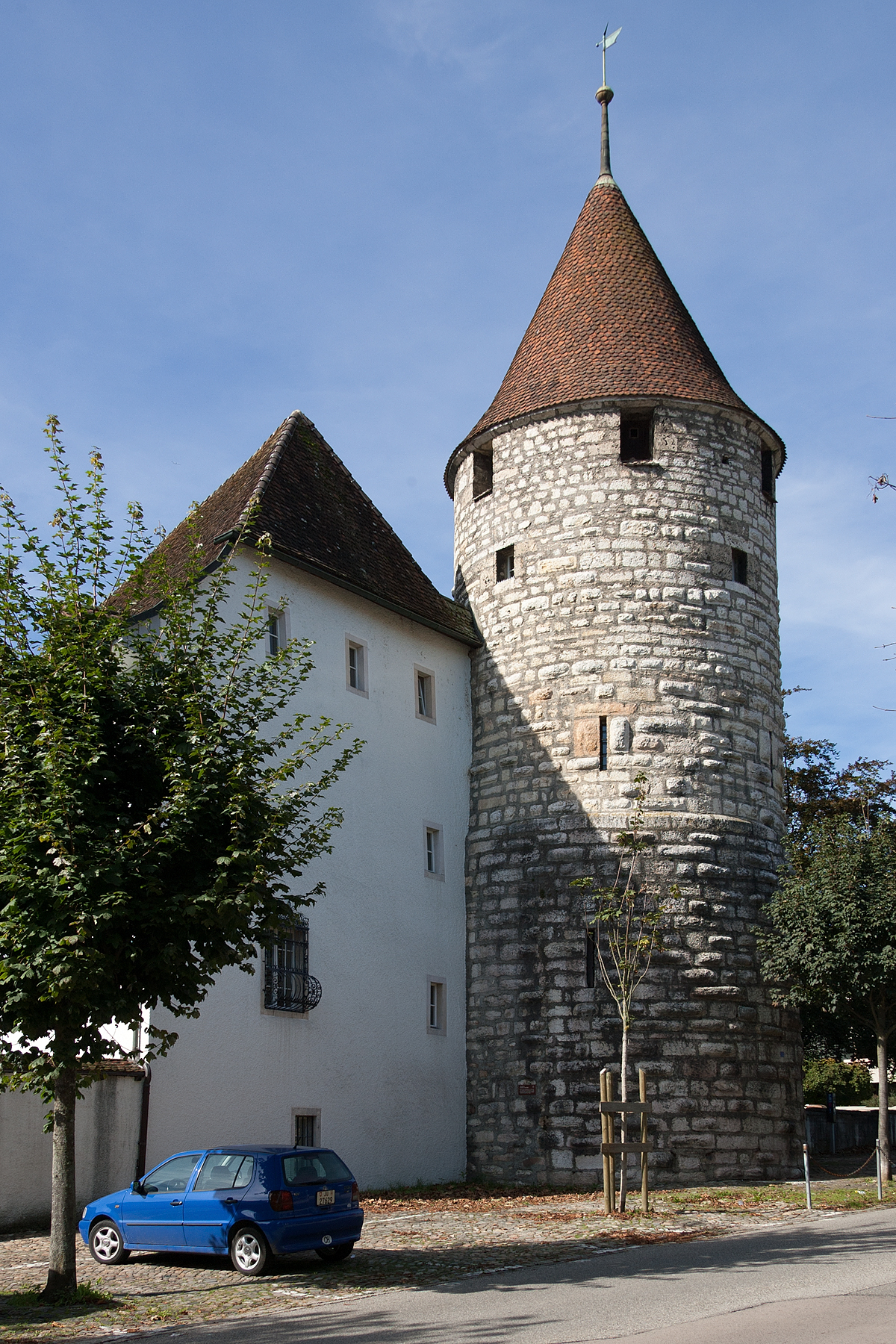
Tour de la Franche-Courtine (13e) et remparts.
Usine des Rondez (19e) et tête de puits de mines.

### Musée
- Le Musée jurassien d'art et d'histoire est le gardien de la mémoire des régions du Jura qui formèrent la Principauté épiscopale de Bâle. Depuis sa fondation en 1909, le Musée jurassien se trouve au cœur de la vieille ville de Delémont. Le musée se propose de présenter l'histoire jurassienne, en priorité sous ses aspects culturels, mais également sociaux, politiques et économiques.

### Evènements
Depuis 2015, la ville abrite le festival de bande dessinée Delémont'BD organisé chaque année mi-juin avec le soutien de la municipalité et d'autres partenaires, médias et entreprises.

### Personnalités
- Georges-Joachim Bajol (1726- 1791), major dans le régiment d'Eptingue. Une rue de la ville lui est dédiée.
- Roland Béguelin (1921-1993), journaliste et homme politique, Il est l’un des pères du canton du Jura et leader du Rassemblement jurassien. Une place de la ville lui est dédiée.
- Florence Bethold (1980-), artiste peintre et dessinatrice.
- Emile Boéchat (1850- 1902), journaliste, homme politique (maire, préfet, député, conseiller national). Une rue de la ville lui est dédiée.
- Paul Bovée (1931-1961), peintre, maître de dessin à l'école secondaire de Delémont, dès 1952.
- André Bréchet (1921-1993), peintre et sculpteur, on lui doit les vitraux de nombreuses églises du Jura.
- Antoine-Joseph Buchwalder (1792-1883), colonel du génie dans l'Armée suisse et cartographe. Une rue de la ville lui est dédiée.
- Jeanne Bueche (1912-2000), architecte. Une promenade de la ville lui est dédiée.
- Robert Caze (1853-1886), écrivain, romancier, poète et journaliste. Une rue de la ville lui est dédiée.
- Roger Caze de Berzieux, né le 28 octobre 1876 à Delémont, gentleman cambrioleur, à la tête de « la bande du Marquis » qui fit grand bruit à l'époque. Condamné à Paris à 15 années de travaux forcés en septembre 1898 et déporté au bagne en Guyane.
- Alfred Comte, (1895-1965), pionnier de l'aviation suisse, comme pilote d'abord puis comme constructeur. Une rue de la ville lui est dédiée.
- Marius Corbat (1893-1965), Colonel Cdt de corps, premier Jurassien devenu divisionnaire. Une rue de la ville lui est dédiée.
- Arthur Daucourt (1849-1926), prêtre et historien jurassien, fondateur du Musée jurassien d'art et d'histoire. Une rue de la ville lui est dédiée.
- Mgr Gérard Daucourt, (1941-), évêque de Nanterre.
- Eugène Daumas, (1803-1871), militaire et homme politique français.
- Valentine Friedli, (1929-2016), personnalité politique, membre du Parti socialiste suisse. Une place de la ville lui est dédiée.
- Léon Froidevaux, musicien et journaliste. Membre fondateur de l'Association de la presse jurassienne et de l'Association des maîtres-imprimeurs du Jura. Une rue de la ville lui est dédiée.
- Charles Albert Gobat (1843-1914), Prix Nobel de la Paix en 1902.
- François Joseph Fidèle Gressot (1770-1848), général des armées de la République Française et de l'Empire. Son nom est gravé sous l'arc de triomphe de l'Étoile (39e colonne).
- Eric Hänni (1938-), médaillé d'argent JO de Tokyo, judo, 1964.
- Victor Helg (1835-1927), percepteur d'impôt et gérant de banque puis entrepreneur. Maire de Delémont. Une rue de la ville lui est dédiée.
- Georges Hugué de Raymontpierre (décès 1608), châtelain de Delémont dès 1593. Il construisit vers 1594/1596 un petit château fort, le Château de Raymontpierre sur ses terres de Raimeux. Il existe à Delémont la Rue de Raymontpierre.
- Joseph Constantin Kaiser, (1886-1955), sculpteur, on lui doit la création et les rénovations de nombreuses œuvres à Delémont et dans le Jura.
- Joseph Robert Kaiser, (1920-2009), sculpteur, on lui doit la création et les rénovations de plusieurs œuvres dans le Jura.
- Pierre Kohler, (1964-), Conseiller national, Ministre, Député, Maire.
- Christophe Lovis (1977-), astrophysicien
- Pierre-Alain Meier, (1952-), réalisateur et producteur de films.
- Albert Meister (1927-1982), sociologue spécialiste de l’association et de la coopération. Une rue de la ville lui est dédiée.
- Jean-Baptiste Nouvion (général) (1753-1825), général des armées de la République française, né à Charleville-Mézières, décédé à Delémont. Une rue de la ville lui est dédiée.
- Meret Oppenheim (1913-1985), peintre surréaliste, petite-fille de Lise et Théo Wenger, fondateur de la coutellerie éponyme. Elle a séjourné à Delémont de 1914 à 1918. Une rue de la ville lui est dédiée.
- Henri Parrat (1909-1980), maire et préfet de Delémont. Un chemin de la ville lui est dédié.
- Jean-Paul Pellaton (1920-2000), écrivain.
- Jean Prévôt (1585-1631), médecin des princes-évêques de Bâle. Une rue de la ville lui est dédiée.
- Auguste Quiquerez (1801-1882), historien, archéologue et homme politique. Une rue de la ville lui est dédiée.
- Jean-Louis Rais, professeur, archiviste, Mérite delémontain 2010.
- Gustave Riat (1883-1954), pharmacien et maire de Delémont. Il fut le promoteur de la création du drapeau jurassien. Une rue de la ville lui est dédiée.
- Heidi Baader-Nobs (1940 - ), compositrice née et formée à Delémont.
- Albert Schnyder (1898-1989), peintre et artiste jurassien. Une rue de la ville lui est dédiée.
- Roger Schaffter (1917-1998), enseignant. Il est l’un des pères du canton du Jura, l’un des chefs historiques du Rassemblement jurassien (RJ). Une place de la ville lui est dédiée.
- Armand Schwarz (1881-1958), enseignant, peintre et artiste jurassien. Une rue de la ville lui est dédiée.
- Jean-Jacques de Staal (le Jeune) (1589-1657), homme politique soleurois. Proche conseiller des princes-évêques de Bâle, il possédait divers domaines à Delémont ou dans les environs. Une rue de la ville lui est dédiée.
- Louis Vautrey (1829-1886), curé doyen de Delémont, surtout connu comme historien. Une rue de la ville lui est dédiée.

### Distinctions
- Elle obtient le Prix Wakker en 2006.
- L'astéroïde (77755) Delémont porte son nom.

### Héraldique
| Blason | Blasonnement : De gueules à la crosse de Bâle d'argent sur six coupeaux du même. |